# X legislatura de España
La x legislatura de España (xcix desde las Cortes de Cádiz) comenzó el 13 de diciembre de 2011 cuando, tras la celebración de las elecciones generales, se constituyeron las Cortes Generales. Estas Cortes Generales se disolvieron el 27 de octubre de 2015 con motivo de la convocatoria de elecciones para el 20 de diciembre siguiente, si bien la legislatura se prolongó hasta el 13 de enero de 2016, cuando fueron disueltas sus Diputaciones Permanentes con motivo de la constitución de las nuevas Cortes Generales. Le precedió la ix legislatura y le sucedió la xi legislatura.
El Partido Popular obtuvo mayoría absoluta en ambas cámaras. Mariano Rajoy fue investido presidente del Gobierno y formó su primer Gobierno. La x legislatura se caracterizó por la continuación de la crisis económica en España, que se convirtió en crisis social, institucional, territorial y política. Se produjo el rescate europeo a la banca española y se detuvo el aumento del desempleo. Durante esta legislatura, el rey Juan Carlos I abdicó, y Felipe VI fue proclamado rey de España.

## Inicio de la legislatura

### Elecciones generales
Las elecciones generales se celebraron el 20 de noviembre de 2011. Los comicios se tendrían que haber celebrado en marzo de 2012, pero el presidente del Gobierno José Luis Rodríguez Zapatero decidió adelantar las elecciones. El resultado de dichas elecciones otorgó al Partido Popular (PP) la mayoría absoluta con un total de 186 escaños obtenidos frente a los 110 obtenidos por el Partido Socialista Obrero Español (PSOE), por lo que Mariano Rajoy fue investido presidente del Gobierno el 20 de diciembre de 2011.
Los resultados de estas elecciones dieron como vencedor al PP que obtuvo en el Congreso de los Diputados una considerable mayoría absoluta con 186 escaños (32 más que en 2008) y un 44,63 % de los votos; frente al PSOE que obtuvo 110 escaños (59 menos que 2008) y un 28,76 % de los votos. Izquierda Unida (IU) recuperó el grupo parlamentario propio obteniendo 11 representantes (9 más que en 2008) con un 6,92 % de los votos siendo el tercer partido más votado. Unión Progreso y Democracia (UPyD) se convirtió en la cuarta fuerza con 5 representantes y un 4,70 % de los votos. Convergència i Unió (CiU) aumentó en 6 sus escaños obteniendo 16. Por otra parte el Partido Nacionalista Vasco perdió un escaño obteniendo 5. Esquerra Republicana de Catalunya (ERC), con tres diputados, Coalición Canaria (CC), con dos, y el Bloque Nacionalista Galego (BNG), también con dos, conservaron sus escaños. El nuevo Congreso fue uno de los más heterogéneos de la democracia descendiendo el bipartidismo. Entre las nuevas fuerzas se encontraban la coalición Amaiur con 7 representantes, Coalició Compromís, Foro de Ciudadanos (FAC) y Geroa Bai con un representante cada uno.
En el Senado el PP obtuvo 136 senadores (35 más que en 2008), mientras que el PSOE obtuvo 48 escaños (40 menos que en 2008). También obtuvieron representación CiU con 9 senadores (5 más), Entesa pel Progrés de Catalunya con 7 senadores, PNV con 4 senadores (2 más), Amaiur con 3 y Coalición Canaria con 1.

### Constitución de las Cortes Generales
El día 13 de diciembre se constituyeron las Cortes Generales. Los diputados y senadores electos tomaron posesión de sus actas tras jurar o prometer acatar la Constitución, a excepción del diputado de Amaiur por Navarra que no acudió a la sesión constitutiva. Ese día se eligieron también a los miembros de las mesas de ambas cámaras. Jesús Posada fue elegido presidente del Congreso de los Diputados gracias a los votos de PP y CiU. El popular Pío García-Escudero fue elegido presidente del Senado.
| Cargo                  | Titular                                                                 | Lista |
| Presidente             | Jesús Posada                                                            | PP    |
| Vicepresidenta primera | Celia Villalobos                                                        | PP    |
| Vicepresidente segundo | Javier Barrero                                                          | PSOE  |
| Vicepresidenta tercera | Dolors Montserrat                                                       | PP    |
| Vicepresidente cuarto  | Jordi Jané                                                              | CiU   |
| Secretario primero     | Ignacio Gil Lázaro                                                      | PP    |
| Secretaria segunda     | María del Carmen Silva                                                  | PSOE  |
| Secretaria tercera     | Teresa Cunillera                                                        | PSOE  |
| Secretario cuarto      | Santiago Cervera Soto (2011-2012) Teófilo de Luis Rodríguez (2012-2015) | PP    |

| Cargo                  | Titular                  | Lista |
| Presidente             | Pío García-Escudero      | PP    |
| Vicepresidente primero | Juan José Lucas          | PP    |
| Vicepresidenta segunda | Yolanda Vicente González | PSOE  |
| Secretario primero     | Matías Conde Vázquez     | PP    |
| Secretario segundo     | Ramón Rabanera           | PP    |
| Secretaria tercera     | Carmen Alborch           | PSOE  |
| Secretario cuarto      | Manel Plana Farran       | CiU   |

### Formación de los grupos parlamentarios
Congreso de los Diputados
En el momento de constituirse la cámara los grupos parlamentarios fueron:
- Grupo Parlamentario Popular, constituido por el Partido Popular (PP), con 185 miembros.
- Grupo Parlamentario Socialista, constituido por el Partido Socialista Obrero Español (PSOE) y su referente en Cataluña el Partit dels Socialistes de Catalunya (PSC), con 110 miembros.
- Grupo Parlamentario Catalán (Convergència i Unió), constituido por Convergència i Unió (CiU), federación compuesta por Convergencia Democrática de Cataluña y Unió Democràtica de Catalunya, con 16 miembros.
- Grupo Parlamentario de IU, ICV-EUiA, CHA: La Izquierda Plural, constituido por Izquierda Unida (IU), Iniciativa per Catalunya Verds-Esquerra Unida i Alternativa (ICV-EUiA), Chunta Aragonesista (CHA) y Esquerra Republicana de Catalunya (ERC), con 14 miembros.
- Grupo Parlamentario de Unión, Progreso y Democracia (UPyD), constituido por Unión Progreso y Democracia (UPyD) y Foro de Ciudadanos (FAC), con 6 miembros.
- Grupo Parlamentario Vasco (EAJ-PNV), constituido por el Partido Nacionalista Vasco (PNV), con 5 miembros.
- Grupo Mixto, integrado por Amaiur, Bloque Nacionalista Galego (BNG), Coalición Canaria-Nueva Canarias (CC-NC-PNC), Compromís-Q, Unión del Pueblo Navarro (UPN) y Geroa Bai, con un total de 14 miembros.

Los 3 diputados de ERC y el de FAC pasaron a integrarse posteriormente en el Grupo Mixto, que constaba finalmente de 18 miembros.
Senado
En el momento de constituirse la cámara los grupos parlamentarios fueron:
- Grupo Parlamentario Popular, constituido por el Partido Popular (PP), el Partido Aragonés (PAR) y el Centro Canario Nacionalista (CCN), con 161 escaños.
- Grupo Parlamentario Socialista, constituido por el Partido Socialista Obrero Español (PSOE), habiéndose presentado bajo siglas diferenciadas sus federaciones en Galicia (Partido dos Socialistas de Galicia (PSdG-PSOE)) y en el País Vasco (Partido Socialista de Euskadi-Euskadiko Ezkerra (PSE-EE(PSOE))), con 58 escaños.
- Grupo Parlamentario Catalán (Convergència i Unió), constituido por senadores de los dos miembros de la federación CiU (Convergencia Democrática de Cataluña y Unió Democràtica de Catalunya) y por senadores identificados con la propia federación Convergència i Unió (CiU), con 13 escaños.
- Grupo Parlamentario Entesa pel Progrés de Catalunya, constituido por senadores del Partit dels Socialistes de Catalunya (PSC-PSOE) e Iniciativa per Catalunya Verds (ICV), con 10 escaños
- Grupo Parlamentario Vasco (EAJ-PNV), constituido por el Partido Nacionalista Vasco (PNV) y 5 senadores del PSOE, con 10 escaños.
- Sin adscripción, senadores de Amaiur, Unión del Pueblo Navarro (UPN), Coalición Canaria (CC) y Foro de Ciudadanos (FAC), hasta un total de 9 escaños.

### Investidura
Los días 19 y 20 de diciembre de 2011 se celebró la sesión de investidura en el Congreso de los Diputados. Mariano Rajoy fue investido presidente del Gobierno al término de la misma en primera votación, con 187 votos a favor (PP, UPN y FAC), 149 votos en contra (PSOE, CiU, IU-ICV-CHA, UPyD, ERC, BNG, Compromís-Q y Geroa Bai) y 14 abstenciones (Amaiur, PNV y CC-NC).
| Candidato     | Fecha                                                        | Voto |     |     |    |   |    |   |   |   |   |   |   |   |   | Total   |
| ------------- | ------------------------------------------------------------ | ---- | --- | --- | -- | - | -- | - | - | - | - | - | - | - | - | ------- |
| Mariano Rajoy | 20 de diciembre de 2011 Mayoría absoluta requerida (176/350) | Sí   | 186 |     |    |   |    |   |   |   |   |   |   | 1 |   | 187/350 |
| Mariano Rajoy | 20 de diciembre de 2011 Mayoría absoluta requerida (176/350) | No   |     | 110 | 11 | 5 | 16 |   |   | 3 | 2 |   | 1 |   | 1 | 149/350 |
| Mariano Rajoy | 20 de diciembre de 2011 Mayoría absoluta requerida (176/350) | Abs. |     |     |    |   |    | 7 | 5 |   |   | 2 |   |   |   | 14/350  |

### Apertura Solemne de la Legislatura
El martes 27 de diciembre de 2011 tuvo lugar la Solemne Apertura de la X Legislatura de las Cortes Generales. El rey Juan Carlos llegó al Congreso de los Diputados acompañado por la reina Sofía, el príncipe Felipe y la princesa Letizia. Esta fue la última Apertura de las Cortes que presidió don Juan Carlos.

## Relaciones internacionales
2012
El lunes 16 de abril, el gobierno argentino anuncia la nacionalización de YPF, filial de la empresa española Repsol, que representaba un 21 % de sus beneficios y un 33 % de la inversión total de Repsol-YPF. Justo dos semanas después Evo Morales, presidente de Bolivia, decretaba el 1 de mayo la nacionalización de la filial boliviana de Red Eléctrica de España. En ambos casos, el ministro de Asuntos Exteriores José Manuel García-Margallo presentó la más enérgicas protestas ante los respectivos gobiernos.
En el fin de semana del sábado 19 de mayo al domingo 20 de mayo de 2012 Mariano Rajoy, acompañado del ministro de Asuntos Exteriores José Manuel García-Margallo asiste a la cumbre de la OTAN que se celebra en Chicago, y en donde se reafirma que no habrá una salida precipitada de la guerra de Afganistán, a pesar del anuncio hecho por el nuevo presidente François Hollande de que retirará las tropas francesas antes de que termine el año. El presidente de EE. UU., Barack Obama, señaló el "amplio consenso" de la OTAN sobre el plan de transición para Afganistán tras la retirada de las tropas de la Alianza, un proceso que debe culminar en 2014, aunque remarcó que todavía queda "mucho trabajo" por delante. En 2014 "la guerra en Afganistán habrá terminado, pero continuará nuestro compromiso de amistad y cooperación" con ese país, afirmó Obama, tras entrevistarse con el presidente afgano Hamid Karzai. Durante la cumbre, Rajoy, además de reunirse con otros líderes occidentales, se entrevistó durante un paseo en barco con la canciller alemana Angela Merkel.
Como otros gobiernos occidentales, el 29 de mayo de 2012 el gobierno español decide la expulsión de España del embajador de Siria en respuesta a la matanza de Hula en la que fueron asesinadas 108 personas, de ellas 49 niños y 34 mujeres, la mayoría ejecutadas por las milicias favorables al presidente sirio Bachar al Asad. García-Margallo que se encontraba en Londres afirmó que el objetivo de la medida es «elevar un grito de protesta contra las salvajadas que se están produciendo en Siria». Junto con el embajador, Husam Edim Ala, fueron expulsados otros cuatro miembros de la embajada, entre ellos un coronel de la policía política, al que se acusa de espiar a la oposición siria en España. El gobierno sirio respondió con la expulsión del embajador español en Damasco, junto con los embajadores de otros 16 países occidentales.
El 29 de mayo de 2012, el ministro de Asuntos Exteriores García-Margallo comunicaba a su colega británico, William Hague, la intención de gobierno español de presentar una demanda ante la Comisión Europea por el nuevo régimen fiscal de Gibraltar, que reduce del 22 % al 10 % el impuesto de sociedades (frente al 30 % de media imperante en España) y que se aplica solo sobre los ingresos generados en Gibraltar, lo que beneficia a las empresas que registran su domicilio fiscal en la colonia pero desarrollan su actividad en España. Esta decisión se suma a la anulación del viaje que la reina de España iba a efectuar a Londres el 18 de mayo con motivo del aniversario de la entronización de la reina Isabel II de Inglaterra, en señal de protesta por la prevista visita a Gibraltar de algunos miembros de la familia real británica. Sin embargo, el ministro García-Margallo desvinculó el recurso a la UE de la disputa sobre los derechos de pesca en las aguas circundantes a Gibraltar que se había iniciado unos meses antes cuando el ministro principal de Gibraltar Fabian Picardo en marzo prohibió pescar a las embarcaciones españolas de la bahía de Cádiz, anulando unilateralmente el acuerdo alcanzado en 1999, con el argumento de que sus artes de pesca estaban prohibidas por el impacto ecológico (el acuerdo de 1999, en cambio, permitía el uso de artes tradicionales). Desde la prohibición se habían sucedido los incidentes entre patrulleras gibraltareñas y pesqueros españoles, apoyados estos en ocasiones por patrulleras de la Guardia Civil.
El martes 17 de julio el ministro de Defensa Pedro Morenés anuncia que España retirará la mitad de sus tropas en Líbano antes de final de año, unos 500 efectivos de los 1.050 militares de la FINUL (Fuerza Interina de Naciones Unidas para Líbano). Respecto a las tropas desplegadas en Afganistán, el ministro manifestó que se mantenía el plan de retirada que prevé la reducción de un 10 % en 2012, un 40 % en 2013 y el resto en 2014.
2013
En el verano de 2013 se inició un conflicto diplomático entre España y Reino Unido de 2013 sobre Gibraltar como consecuencia del desencuentro entre las autoridades británicas y las españolas sobre la jurisdicción territorial de las aguas que rodean el Peñón.
2014
El 13 de diciembre el gobierno presenta una protesta diplomática ante el gobierno de Venezuela por las "inaceptables declaraciones" del presidente Nicolás Maduro en las que llamó "asesino" al expresidente del gobierno español José María Aznar.

### Unión Europea
Tras asistir a la cumbre del G-20 celebrada en Los Cabos (México) entre el lunes 18 de junio y el martes 19 de junio de 2012, donde uno de los principales temas tratados había sido el rescate europeo al sistema bancario español, y tras una breve presencia en la cumbre Río+20, el viernes 22 de junio Mariano Rajoy participa en Roma por primera vez en una cumbre preparatoria de la reunión del Consejo Europeo (que se celebrará los próximos 28 y 29 de junio) junto con los líderes de los otros tres grandes países del Euro (Angela Merkel, François Hollande y Mario Monti), lo que constituye también una importante novedad porque antes de la elección de Hollande solo se reunían la canciller alemana y el presidente francés. Allí acuerdan lanzar un programa de estímulo al crecimiento de 130.000 millones de euros (una especie de Plan Marshall europeo, según algunos medios), gracias a que por primera vez Angela Merkel reconoció que, según afirmó ella misma, "el tema del crecimiento y del empleo tienen que abordarse más enérgicamente después de habernos ocupado del pacto fiscal" (gran parte del dinero podría salir de la tasa Tobin sobre las transacciones financieras, cuya imposición apoyaron los cuatro líderes). Sin embargo, la canciller alemana siguió rechazando los "eurobonos" propuestos por Hollande o el rescate directo a los bancos, sin pasar por los Estados, como proponen Rajoy y Monti, e incluso el FMI.

### Yihadismo
El 14 de marzo de 2014 la policía desarticula una célula yihadista en Melilla que enviaba combatientes a Siria y Malí. Tres semanas después eran detenidas 18 personas que presuntamente movían fondos para financiar el terrorismo yihadista y el narcotráfico con el sistema de transferencias de dinero típico del mundo musulmán llamado hawala.
El 30 de mayo de 2014 la policía desarticulaba en Melilla otra red de captación de yihadistas para Siria y Mali.

## Economía

### Indicadores económicos

#### producto interior bruto (PIB)
Según el INE el producto interior bruto en el segundo trimestre de 2012 se contrajo un 0,4 % lo que sumado a la caída del primer trimestre del 0,3 %, supuso que el PIB cayó un 0,7 % en la primera mitad del año. Con este dato se confirmaba que la economía española seguía estando en recesión, la segunda desde que se inició la crisis económica de 2008-2012, y que comenzó en el cuarto trimestre de 2011 cuando el PIB registró un valor negativo (-0,3 %) por primera vez desde 2009 (año en el que se produjo la primera recesión de la crisis). Finalmente las previsiones del Gobierno para el conjunto del año de que el PIB caería un 1,5 % se cumplieron pues el PIB registró un retroceso del 1,6 %. En cuanto a la renta per cápita española, según Eurostat, se situó en 2012 en el 96 % de la renta per cápita media de la Unión Europea, lo que supone un retroceso de 14 años.
El 23 de julio de 2013 se confirmó que España sufría su recesión más larga desde 1975. Ya que la economía española decreció durante ocho trimestres seguidos.
El 15 de septiembre se cumplen cinco años del estallido de la crisis económica y financiera mundial. Desde ese lustro, la renta disponible de los hogares españoles (677.477 millones) es el 5,5 % inferior a la de 2008.
Según el Banco de España el PIB cayó en 2013 un 1,2 % (una décima menos que la previsión del gobierno), pero en el IV Trimestre creció un 0,3 % confirmándose así el final de la recesión iniciada en el III Trimestre.

#### Desempleo

Evolución del número de parados durante la x legislatura, según los datos de la EPA.

Durante la x legislatura el desempleo osciló de manera importante. Durante la primera mitad de la legislatura el desempleo siguió aumentando como en la legislatura anterior y a partir del segundo trimestre de 2013 empezó a descender el número de parados. Según los datos de la Encuesta de Población Activa (EPA), la legislatura terminó con 4.850.800 parados, 147.200 menos que al comienzo de la misma.
Según la EPA del primer trimestre de 2012, el total de parados aumentó en 365 900 personas entre enero y marzo, lo que dejó el total de desempleados en 5 639 500 y situó la tasa de paro en el 24,44 %. En este trimestre se destruyeron 374.300 puestos de trabajo, con lo que el total de ocupados bajó a 17 433 200. Esta fue la primera EPA tras la reforma laboral aprobada en febrero. Sin embargo aún era pronto para tratar de evaluar su impacto. El aumento del paro desbordó las previsiones del gobierno sobre el gasto en prestaciones por desempleo. Hasta abril de 2012 el gasto ascendió a 10 721 millones de euros, un 3,64 % más que en el mismo periodo del año anterior, cuando Hacienda había pronosticado que en todo 2012 el desembolso total menguaría en un 5,4 %. España cerró el año 2012 con 5.965.400 personas desempleadas, marcando un récord con un 26 % de tasa de paro.
En el primer trimestre del año 2013, el desempleo superó por primera vez en la historia de España los seis millones de parados, un 27,16 % de la población activa, y la tasa de paro juvenil llegó al 57,22 %. Este fue el máximo de la legislatura y a partir de este momento comenzó a bajar el número de parados. La EPA del tercer trimestre de 2013 confirmó el cambio de tendencia al registrar un descenso del desempleo de 72.800 personas. Por primera vez en toda la serie histórica el paro registrado bajó en un mes de noviembre. El paro registrado en diciembre volvió a bajar en más de 100 000 personas. Fue el mejor resultado de ese mes desde 2001. Así el número total de parados registrados al finalizar el año fue de 4 701 338 personas, una cifra algo inferior a la del final de 2012. El número de afiliados a la seguridad social descendió en 85.000 personas en 2013, situándose en los 16 357 640. Según la EPA del cuarto trimestre, el desempleo disminuyó en 2013 en 69 000 personas (situándose la cifra total en 5 896 300) pero la tasa de paro aumentó al 26,03 % (prácticamente similar al 26,02 % del cierre del 2012) debido a la reducción de la población activa. Así, en 2013 se destruyeron 198.900 puestos de trabajo, frente a los 600 600 del 2012.
En 2014, el número de desempleados bajó en 477.900 personas hasta las 5 457 700 personas. El año terminó con una tasa de paro del 23,7 %, mejorando las previsiones del gobierno. En los tres trimestres de 2015 hasta las elecciones generales, el número de desempleados bajó hasta situarse en 4 850 800 personas y una tasa del 21,18 %.
Déficit público
El viernes 30 de diciembre de 2011, el Gobierno anunció que el déficit público estimado para 2011 sería el 8 % del PIB, lo que suponía una desviación de 2 puntos sobre el 6 % previsto por el gobierno anterior (la cifra validada en abril por Eurostat fue el 8,5 % para 2011), y aumentaba las dificultades para alcanzar el 4,4 % de déficit acordado con la Unión Europea para 2012 (el recorte del déficit tendría que ser de 36.000 millones y no los 16.500 previstos inicialmente).
El 2 de marzo de 2012 el presidente Rajoy anunció en Bruselas que el objetivo de déficit para 2012 no sería el 4,4 % del PIB, tal como había acordado el gobierno anterior con la Unión Europea, sino casi un punto y medio más, el 5,8 %. Rajoy calificó su decisión de «sensata y razonable». Finalmente en la madrugada del lunes 12 de marzo al martes 13 de marzo los ministros del Eurogrupo aprobaron que el objetivo de déficit para España en 2012 sería del 5,4 %.
El viernes 19 de mayo se conocía que había habido una desviación del déficit público de 2011 por parte de la Comunidad de Madrid, de la Comunidad Valenciana y de Castilla y León, lo que obligaba a revisar al alza el déficit total del Estado español, que pasaba del 8,5 % al 8.9 %.
El martes 10 de julio de 2012 el Ecofin aprobó flexibilizar los objetivos de déficit para 2012, al pasar del 5,3 % al 6,3 %, aunque a cambio exigió al gobierno español que realizara de forma inmediata más ajustes para alcanzar ese objetivo. Al día siguiente el presidente Mariano Rajoy anunciaba el mayor ajuste de la historia de la democracia, como lo calificó la oposición: 65.000 millones de euros.
España terminó el año 2012 con el mayor déficit público de todo los países miembros de la Unión Europea, el 10,6 % del PIB (incluyendo el rescate bancario) y del 7 % sin contabilizarlo.
Deuda externa, deuda pública y mercados financieros
El viernes 13 de enero de 2012 la agencia de calificación norteamericana Standard & Poor's rebajó dos grados la calificación de la deuda española, que pasaba de AA- a A, que aún era considerada buena, pero que estaba cinco grados por debajo de la nota máxima AAA que España perdió en enero de 2009. Junto con España otros tres países de la zona euro perdieron dos grados (Italia, Portugal y Chipre) y dos (Francia y Austria) perdieron la máxima calificación de AAA.
Tras el anuncio de que Bankia necesitaría 19.000 millones más de dinero público para sanear sus cuentas, la economía española vivió una semana negra entre el lunes 28 de mayo y el viernes 1 de junio de 2012. El Ibex-35 perdió un 7 %, y estuvo a punto de bajar de los 6000 puntos, un descenso que acumulaba una caída del 29 % en lo se llevaba de año 2012. La prima de riesgo cerró en los 536 puntos básicos (el 6,53 % era el tipo de interés de la deuda a 10 años).
Tras el rescate financiero europeo suave anunciado el sábado 9 de junio se volvió a vivir una nueva semana negra para la deuda especialmente cuando el miércoles 13 de junio la agencia Moody's anunció que rebajaba en tres grados la calificación de la deuda soberana española y la ponía al borde del bono basura (desde A3 a BAA3), lo que se unía a las bajadas acordadas en los días anteriores por las otras dos agencias de calificación, Fitch y Standard & Poor's). Así el jueves 14 de junio la prima de riesgo alcanzó un nuevo máximo histórico al llegar a los 552 puntos básicos y los intereses pagados en los mercados secundarios de deuda fueron del 7 %, lo que, como indicó el ministro de economía Luis de Guindos, era un nivel que «no es sostenible en el tiempo». Por otro lado, Eurostat confirmó que el rescate bancario contabilizaría en el déficit público.
El 23 de julio de 2012 la prima de riesgo de la deuda española alcanzaba máximos históricos superando los 600 puntos básicos. Pero el 7 de septiembre la prima de riesgo bajaba 140 puntos básicos en cinco días (situándose en 411), especialmente tras el anuncio hecho el día 6 por el presidente del Banco Central Europeo (BCE) Mario Draghi de que el BCE se proponía comprar deuda soberana de los países en dificultades si estos cumplían determinados requisitos. Bajadas similares tuvieron la deuda portuguesa y la italiana. A pesar de las críticas que levantó en el Bundesbank y en muchos sectores de la sociedad alemana, la decisión de Draghi fue respaldada por la canciller Angela Merkel.
Gracias al plan del Banco Central Europeo para garantizar la estabilidad del euro, septiembre de 2012 fue el primer mes desde julio de 2011 en que no se produjo salida neta de capitales, aunque el saldo acumulado desde enero seguía siendo negativo (-216.174 millones).
En cuanto a la deuda pública esta creció en 2012 en 146 000 millones, situándose en el IV trimestre en los 882 300 millones de euros, un 84 % del PIB.
Por su parte el IBEX-35 sufrió una fuerte caída en el primer semestre del año llegando a estar por debajo de los 6000 puntos, pero a partir de agosto experimentó una fuerte recuperación que hizo que cerrara el año con una pérdida del 5 %. Era el tercer año consecutivo de caída.
El 13 de septiembre de 2013 se hizo oficial que la deuda pública de España llegó al 92,2 % del PIB en el segundo trimestre del año 2013.
El 18 de octubre se cerró una semana en la que el IBEX-35 superó los 10 000 puntos y la prima de riesgo bajó hasta los 242,8 puntos básicos. Además el Tesoro colocó los bonos a un año a menos del 1 % de interés.
Según el Banco de España la deuda pública española a finales de septiembre alcanzaba la cifra de 954.863 millones de euros (el 93,4 % del PIB), de los que 196 957 millones corresponden a las comunidades autónomas (lo que ya supone el 19,3 % del PIB). Las comunidades autónomas más endeudadas en relación con su PIB son la Comunidad Valenciana, Castilla-La Mancha, Cataluña y Baleares.
Según el Banco de España el endeudamiento exterior descendió a 1,77 billones de euros (datos de septiembre de 2013), lo que supone el 163 % del PIB, el nivel más bajo desde 2008.
El IBEX-35 cierra 2013 con una subida del 21 % (situándose muy cerca de los 10 000 puntos: en los 9916), después de tres años de caídas.
Índice de Precios al Consumo
El viernes 13 de julio de 2012 el INE informó que el Índice de Precios al Consumo (IPC) bajó dos décimas en junio en relación con el mes anterior por efecto, entre otras cosas, del abaratamiento de las gasolinas y de los recortes previos a las rebajas de verano en vestido y calzado, y situó su tasa interanual en el 1,9 %, la misma que en mayo. Este descenso de los precios registrado en junio es el segundo consecutivo tras el de mayo, cuando los precios bajaron una décima, en contraste con la fuerte subida que experimentó el IPC mensual en abril, del 1,4 %, su mayor repunte en cinco años. Según los datos publicados por Estadística, la inflación subyacente, que no incluye los precios de los productos energéticos ni de los alimentos no elaborados, aumentó dos décimas en junio, hasta el 1,3 %. En cuanto al indicador adelantado del IPC armonizado (IPCA), que mide la evolución de los precios con el mismo método en todos los países de la zona del euro, la inflación interanual había quedado en junio en el 1,8 %, una décima menos respecto al mes anterior.
El IPC acaba 2013 con una subida del 0,2 %, la más baja de la serie estadística que comenzó en 1961.
Precio de la vivienda
El 14 de junio de 2012 el INE hizo público el IPV (Índice de Precios de la Vivienda) del I Trimestre de 2012 que reflejaba la mayor caída de precios de toda la democracia, consecuencia del parón en la compraventa de viviendas. La vivienda libre se había abaratado de media un 12,6 % lo que suponía una suponía una caída desde el II Trimestre de 2007 de un 25,6 %. Y ello a pesar de la decisión del Gobierno de Mariano Rajoy de recuperar la desgravación de la vivienda en el IRPF y del mantenimiento del IVA superreducido del que disfrutan estas transacciones. Entre las causas de esta espectacular caída de los precios de la vivienda, los analistas señalaban la falta de crédito por los problemas de solvencia del sistema bancario español y el aumento del paro (y el miedo a perder el trabajo que va unido a él), que hacía que pocos quisieran arriesgarse a adquirir una vivienda o cambiar de residencia. En el II Trimestre cayó un 14,4 %, con lo que desde el inicio de la crisis en 2008 había bajado un 28 %.
El parque de viviendas nuevas sin vender se redujo en 2012 un 6,9 %, bajando de las 600.000.

### Política económica

#### Las primeras medidas (diciembre de 2011-abril de 2012)
El gobierno presentó el 30 de diciembre un Decreto de medidas urgentes para reducir el déficit público que consistían, por un lado, en una subida de impuestos (concretamente el IRPF, que subiría entre un 0,75 % y un 7 % según los tramos, y el IBI, que subiría entre el 4 % y el 10 %), con los que el gobierno esperaba recaudar unos 6.200 millones de euros, y, por otro, en una reducción del gasto público en unos 8.900 millones de euros. Era la segunda mayor subida de impuestos de la historia reciente y el mayor recorte del gasto público, con los que el gobierno esperaba reducir el déficit en unos 15.000 millones de euros, aunque aún quedaría otro ajuste de unos 20.000 millones que se aplicaría cuando se aprobaran los Presupuestos Generales del Estado, que el gobierno presentaría a finales de marzo de 2012. Además, el gobierno acordó congelar los sueldos de los funcionarios (al mismo tiempo que aumentaba su jornada base de 35 horas a 37 horas y media) y el salario mínimo interprofesional y mantener el incremento del pago fraccionado del Impuesto de Sociedades para grandes empresas. También aprobó subir las pensiones un 1 %, prorrogar los 400 euros de subsidio a los parados de larga duración y recuperar la deducción por vivienda en el IRPF. El presidente del gobierno Mariano Rajoy defendió que subir el IRPF era mejor que subir el IVA, ya que el IVA afecta a todas las clases por igual. El miércoles 11 de enero el Congreso de los Diputados convalidó el Decreto Ley de Medidas urgentes en materia presupuestaria, tributaria y financiera para la corrección del déficit público. El que algunos diarios calificaron como «el mayor ajuste presupuestario y fiscal de la historia de la democracia» salió adelante con 197 votos a favor (los del Partido Popular y los de CiU) y 138 en contra.
El jueves 5 de enero el gobierno anunció un plan para luchar contra el fraude fiscal con el que preveía recaudar más de 8.000 millones de euros. Para ello se limitaría el uso de efectivo en determinadas transacciones financieras, una medida que ya fue adoptada con éxito por Italia y Francia, y se actuaría contra la economía sumergida y contra los paraísos fiscales.
El jueves 26 de enero el presidente Mariano Rajoy visitaba a la canciller Angela Merkel en Berlín ante la que se comprometió a seguir con la política de ajustes para alcanzar el 4,4% de déficit pactado con la UE para 2012 y a cambio pidió el apoyo de Alemania para que el BCE siguiera proporcionando liquidez a la banca española y comprando deuda. Tras la reunión Rajoy afirmó:

Voy a reducir el déficit porque creo en ello. Esto y las reformas no producen efecto en tres meses, este va a ser un año duro y difícil, pero quiero transmitir a los españoles que estamos trabajando para el futuro

El viernes 27 de enero el Consejo de Ministros aprobaba el anteproyecto de la Ley de Estabilidad Presupuestaria y Sostenibilidad Financiera de las Administraciones Públicas que establecía techos de gasto para todas las administraciones, con el objetivo de reducir el déficit, aunque, según señaló el ministro de Hacienda, Cristóbal Montoro, la norma se aplicaría con un "cuidado extremo en no interferir en la capacidad de autogobierno de comunidades autónomas y entes locales". La ley cuando las Cortes la aprobaran obligaría a las comunidades autónomas a enviar al Gobierno central las grandes líneas de sus presupuestos autonómicos antes de aprobarlos.
El viernes 2 de marzo Rajoy anunció en Bruselas que el objetivo de déficit para 2012 no sería el 4,4 % del PIB sino el 5,8 %. Finalmente en la madrugada del lunes 12 de marzo al martes 13 de marzo los ministros del Eurogrupo aprobaron que el objetivo de déficit para España en 2012 sería del 5,4 %, lo que supondría que habría que aumentar en 5.000 millones de euros los recortes anunciados.
El miércoles 7 de marzo el gobierno anunció un recorte del 40 % en la inversión pública para 2012 y que eliminaría la duplicidad en los organismos autonómicos, dentro de las medidas de reforma de la Administración.
El viernes 30 de marzo el ministro de Hacienda Cristóbal Montoro presentaba el proyecto de Prespuestos Generales del Estado para 2012, que establecía el mayor recorte de gasto público de la democracia española (13.400 millones de euros) y una nueva y muy importante subida de impuestos centrada en las grandes empresas (el objetivo era reducir el déficit público en más de 27.000 millones de euros). Montoro justificó los presupuestos porque la «situación es crítica». En el proyecto no se tocaba ni el seguro de desempleo, ni las pensiones (que subieron un 1 % en enero), ni se bajaba el sueldo a los funcionarios (pero seguían congelados), ni se subía el IVA. Por otro lado el proyecto también incluía una "amnistía fiscal" que pretendía hacer aflorar hasta 25.000 millones de euros defraudados a Hacienda. El Gobierno perdonaría los impuestos y las multas y recaudaría solo el 10 % de ese capital blanqueado, 2.500 millones. A finales de junio el PSOE anunciaba que presentaría un recurso ante el Tribunal Constitucional contra la amnistía fiscal.
El viernes 27 de abril el ministro de Economía Luis de Guindos anunció que el IVA se incrementaría en 2013 dos puntos, pasando a ser del 20 %.

#### La reforma laboral de febrero de 2012
El viernes 10 de febrero la ministra de Trabajo Fátima Báñez presentaba el decreto de la reforma laboral que había aprobado el gobierno y que sería duramente criticada por los sindicatos y los partidos de izquierda, especialmente su punto más controvertido: la reducción de la indemnización por despido improcedente para los contratos indefinidos de 45 a 33 días por año trabajado, mientras que la indemnización en los despidos objetivos se generalizaba a 20 días por año trabajado. Los sindicatos organizaron una serie de movilizaciones en contra de la reforma laboral que culminaron el 29 de marzo con la séptima huelga general de la historia de la democracia.

#### Recortes en sanidad y en educación (abril-mayo de 2012)
El lunes 9 de abril el Gobierno anunció un recorte adicional de 10.000 millones a los 27.000 millones previstos en los Presupuestos presentados el 30 de marzo. Estos 10.000 millones se repartirían entre Educación (unos 3.000 millones) y Sanidad (7.000), que en los presupuestos ya habían padecido un recorte del 21 % y del 14 % respectivamente.
El viernes 20 de abril se concretaron esas medidas. En Sanidad el Gobierno aprobó el copago farmacéutico, a pesar de hasta entonces el Partido Popular se había manifestado contrario a esa medida —los pensionistas pagarían el 10 % del precio de las medicinas con un tope de entre 8 y 18 euros, en función de la renta—. Además se restringía la asistencia sanitaria a los inmigrantes ilegales, incluidas sus familias.
En cuanto al recorte del gasto educativo las medidas aprobadas a propuesta del Ministro de Educación, Cultura y Deporte, José Ignacio Wert eran el aumento de la ratio de alumnos por aula de hasta un 20 % (lo que suponía pasar de 25 a 30 alumnos en enseñanza primaria, de 30 a 36 en ESO, y de 35 a 42 en Bachillerato); el aumento del número de horas lectivas del profesorado (que se sumaba al recorte de sus salarios decretado por la mayoría de las comunidades autónomas); la no cobertura de las bajas de profesores de una duración inferior a los 15 días; el aumento de las tasas universitarias; la introducción de tasas de hasta 350 euros en la Formación Profesional de Grado Superior, etc. Estos recortes en el gasto educativo motivaron que el martes 22 de mayo de 2012 tuviera lugar la primera huelga unitaria de la enseñanza pública en la historia de la democracia. Cinco días antes, el 17 de mayo, durante la sesión del Congreso de Diputados que ratificó los decretos, la oposición calificó las medidas adoptadas en educación y sanidad como el mayor recorte de gasto social y la mayor "agresión" a la educación y a la sanidad públicas de la historia de la democracia.

#### El inicio de la reforma del sistema financiero (febrero-mayo de 2012)
Según los cálculos de algunos expertos, las entidades financieras españolas acumulaban al cierre de 2011 hasta 304.000 millones en créditos relacionados con el "ladrillo" concedidos a promotores y constructoras. Más de la mitad, unos 184.000 millones, eran "activos tóxicos", es decir, estaban en riesgo de impago o los bienes puestos como garantía ya habían sido embargados. Y de los 120.000 millones restantes de créditos supuestamente "sanos" no hay una confianza plena en que puedan ser reintegrados. Además los bancos también tienen en su poder 650.000 millones en hipotecas a particulares con una tasa de morosidad del 2,8 % que es seguro que aumente conforme crezca el paro y se deteriore la situación económica. Por último están los créditos contraídos con empresas no inmobiliarias, cuya morosidad llega al 4,9 %.
El origen de esta situación, según los expertos, hay que buscarlo en el fuerte endeudamiento privado (de empresas y de familias) durante los años del "boom" económico de 1996 a 2008 (doce años durante los que España creció a un promedio del 3,8 % anual, mientras la UE avanzaba a una media del 2,5 %, y fabricó ocho millones de empleos) gracias al dinero barato procedente fundamentalmente de la banca extranjera (mientras la productividad solo creció un 0,5 % anual, frente al 1,3 % en que lo hacía la UE). Buena parte del "boom" se debió al crecimiento de una burbuja inmobiliaria, produciéndose un exceso de construcción de viviendas entre 1997 y 2008 por valor de unos 380.000 millones, alrededor de un 37 % del PIB. Los precios de las viviendas desde el pico de 2006 hasta 2011 ha bajado un 26 % pero aún no se había alcanzado el nivel "preburbuja" y a principios de 2012 quedaba un parque de unas 700.000 viviendas sin vender. Así pues, España tardará todavía varios años en poderlas absorber.
El viernes 3 de febrero de 2012 el gobierno aprueba su primera reforma financiera (tercera desde que empezó la crisis). El día anterior, el ministro de Economía Luis de Guindos explicó que la reforma pretende intentar impulsar el crédito, sanear el sistema bancario español y abaratar la vivienda, entre otras medidas. Los bancos deberán contar un "colchón" de hasta 52.000 millones de euros para cubrir los riesgos, tanto los actuales como los hipotéticos, y que deberá salir de los beneficios que los bancos obtengan este año, y las entidades en proceso de fusión podrán recurrir al Fondo de Reestructuración Ordenada Bancaria (FROB) a través de la compra de bonos contingentes convertibles (cocos), para lo cual el Tesoro ampliará el capital del organismo hasta los 15.000 millones. Por último el Gobierno ha limitado el sueldo de los directivos a 600.000 euros en las entidades que han recibido ayudas públicas del FROB y a 300.000 euros en aquellas que han sido intervenidas por el Estado.
El viernes 11 de mayo de 2012 el gobierno aprueba su segunda reforma financiera (cuarta desde que empezó la crisis). El objetivo principal de la misma es obligar a los bancos a que provisionen el crédito "sano" al negocio promotor en unos 28.000 millones (que se suman a los 50.000 millones establecidos en la reforma de febrero), con lo que sitúa en el 45 % el total de créditos relacionados con el "ladrillo" cubiertos ante un posible impago. Un objetivo secundario es acelerar las fusiones con vistas a que se constituyan grupos financieros con activos superiores a los 100.000 millones de euros lo que les permitirá acceder a la financiación exterior. El primer fruto de esta política fue la fusión de Ibercaja, Banco Caja3 y Banco Liberbank anunciada el 29 de mayo de 2012. De esta forma nace la séptima entidad financiera española, que tendrá unos activos totales de 116.000 millones, 2.500 oficinas y 12.278 empleados. La nueva entidad requerirá unas provisiones contra el "ladrillo" de unos 2.500 millones de euros, que intentará cubrir con "emisiones de capital propias de la entidad" por lo que en principio no pedirá ningún apoyo de dinero público. Las únicas entidades medianas importantes pendientes de fusión tras este anuncio son la murciana BMN y la malagueña Unicaja, que el Ministerio de Economía desea que se fusionen.
El 30 de mayo de 2012 la Comisión Europea aprueba la compra de la Caja del Mediterráneo (CAM) por el Banco Sabadell, que pagó 1 euro al Estado, que era el propietario de la CAM tras su nacionalización, cuando se formalizó la operación en diciembre de 2011. El presidente del Banco Sabadell Josep Oliu anuncia que el próximo 8 de diciembre la CAM dejará oficialmente de existir al quedar plenamente integrada en el grupo Banco Sabadell. El director general, Miguel Montes, explicó en Valencia que el banco pretende cerrar unas 400 oficinas, la mayoría de ellas de fuera de la Comunidad Valenciana y la Región de Murcia y también las que se abrieron en Florida y en México, durante los años del "boom del ladrillo". También anunció que se reducirá la plantilla en unas 2.000 personas mediante bajas incentivadas y jubilaciones. Finalmente Miguel Montes consideró "un mito" la versión de que no existe crédito: "Hay más falta de proyectos que de créditos", afirmó.

#### La nacionalización de Bankia y la crisis del sistema bancario (mayo-junio de 2012)
A principios de mayo de 2012 se anunció que Bankia tendría que ser intervenida con dinero público debido a su fuerte exposición al sector inmobiliario, en fuerte crisis en los últimos años. Bankia, según el plan de saneamiento previsto, percibiría en principio ayudas de entre 7.000 y 10.000 millones de euros a devolver con un interés anual del 8 % provenientes del Fondo de Reestructuración Ordenada Bancaria (FROB). Estas ayudas se sumarían a los 4.465 millones de euros que la matriz de Bankia, Banco Financiero y de Ahorros, ya había recibido en la primera ronda de ayudas públicas del FROB en 2010.
La confirmación de este nuevo plan de saneamiento forzó la dimisión de Rodrigo Rato de la presidencia de Bankia y del Banco Financiero y de Ahorros, así como la propuesta de José Ignacio Goirigolzarri como nuevo presidente por parte del FROB y del Ministerio de Economía y Competitividad. En su despedida del cargo el lunes 7 de mayo Rato pide a los clientes tranquilidad porque "Bankia tiene un nivel de solvencia muy alto". Según el diario El País el gobierno presionó a Rato para que dimitiera ante los ataques de los mercados.
El 9 de mayo el gobierno de Rajoy anuncia la nacionalización el Banco Financiero y de Ahorros, matriz de Bankia, por lo que se hace con el control de la entidad. A primera hora del viernes 25 de mayo la CNMV suspende la cotización de las acciones de Bankia a petición de la propia entidad (el día anterior había cerrado a 1,57 euros, menos de la mitad del precio de salida que fueron 3,75 euros por acción, el 20 de julio de 2010). Por la tarde se reúne el Consejo de Administración de Bankia que decide pedir una inyección de 19.000 millones de euros de dinero público para el grupo Banco Financiero y de Ahorros, matriz de Bankia (de los que 12.000 serán para esa entidad), una cifra que desborda todas las previsiones y que la convierte en el mayor rescate financiero de la historia de España y uno de los mayores de Europa (y lo que sumará a los 4.465 millones ya concedidos, lo que arroja un total de 23,465 millones de fondos públicos). Esta petición de rescate es el resultado de la nueva valoración de los activos y la reformulación de las cuentas de Bankia que de unos supuestos beneficios de 309 millones de euros del balance efectuado en febrero, bajo la presidencia de Rodrigo Rato, se pasa a unas pérdidas de 2.979 millones de euros. A continuación el Consejo de Administración de Bankia dimitió en bloque.
El "lunes negro" 28 de mayo las acciones de Bankia pierden un 13,4 %, situándose en 1,36 euros (habiendo perdido ya un 64 % de su valor respecto al de salida en julio de 2010), el IBEX 35 cae un 2,17 % (situándose en el nivel que tenía en mayo de 2003), arrastrado por las pérdidas de los bancos (el Banco Popular perdió un 7,5 %, el Banco de Sabadell y el Caixabank más del 5 %, y el Banco Santander y el BBVA, más del 3 %), y la prima de riesgo se dispara hasta alcanzar su máximo histórico desde la entrada en el euro, los 511 puntos básicos (por encima del nivel de los 500 puntos en que Grecia tuvo que ser rescatada por la Unión Europea y muy cerca de los 517 en que fue rescatado Portugal, o los 544 en que fue rescatada Irlanda). A mediodía comparece en rueda de prensa el presidente Rajoy (la primera que concede en solitario desde su investidura) para anunciar que no "va a haber ningún rescate de la banca española" y para descartar la exigencia de responsabilidades por la crisis de Bankia. "No creo que influya absolutamente para nada la decisión que se ha tomado sobre Bankia con la prima de riesgo", señaló también el presidente. Poco después el líder de la oposición, el socialista Alfredo Pérez Rubalcaba pide explicaciones ("¿Cómo se ha pasado de 4.500 millones para Bankia a 23.000?", se pregunta) y exige la comparecencia en el Congreso de los Diputados de los gestores de la entidad y de sus antecesoras Bancaja y Caja de Madrid, Rodrigo Rato, Miguel Blesa y José Luis Olivas, además del gobernador del Banco de España, Miguel Ángel Fernández Ordóñez y del presidente actual de BFA-Bankia José Ignacio Goirigolzarri, aunque no pide la creación de una comisión de investigación. "Si no hay comparecencia y no hay explicación, no vamos a seguir apoyando [la operación en] Bankia, naturalmente", afirmó. A última hora de la tarde el BFA, matriz de Bankia, anuncia unas pérdidas de 3.318 millones de euros, las mayores de la historia española, solo por detrás de los 3.510 millones declarados por Banesto tras su intervención en 1993.
Al día siguiente, 29 de mayo, el gobernador del Banco de España Miguel Ángel Fernández Ordóñez anunciaba que adelantaba en un mes su salida de la institución, que estaba prevista para el 12 de julio. De esta forma será el nuevo gobernador el que revisará los planes de saneamiento de activos sanos por valor de 30.000 millones de euros, que los bancos tenían que presentar antes del 10 de junio. Según el diario El País la decisión estuvo motivada por la negativa del gobierno a que compareciera ante Congreso de los Diputados para explicar su actuación en la crisis de Bankia. Al día siguiente en una comparecencia ante el Senado, programada desde hacía semanas, no respondió a las preguntas de los senadores sobre la crisis de Bankia alegando el silencio que le había impuesto el gobierno."Ha habido una campaña de desprestigio enorme. A mí me gustaría dar nuestra versión para que el ciudadano juzgue, pero si el Gobierno no lo quiere, que es el que está llevando la gestión de la crisis en este momento, sería una irresponsabilidad enorme no hacer lo que pide el Ejecutivo", afirmó.
El viernes 1 de junio se hace público un informe encargado por Rodrigo Rato que califica de "inyección brutal a costa del Estado" las ayudas a Bankia y que fue entregado por él en la reunión del Consejo de Administración de Caja de Madrid celebrada dos días antes. En el informe se dice también que el plan de rescate aprobado por el Gobierno va a dejar a la entidad y a sus gestores en una magnífica situación, pero perjudicando a contribuyentes y a accionistas (la cotización de las acciones de Bankia al cierre de los mercados fue de 1,020 euros). Esta crítica a la gestión de la crisis de Bankia, se suma a la realizada el día anterior por el presidente del Banco Central Europeo, Mario Draghi, quien aseguró que el Gobierno español había optado "por la peor manera posible de hacer las cosas". El líder de la oposición Alfredo Pérez Rubalcaba manifestó su acuerdo con el presidente del BCE. Por su parte, el ministro de Hacienda Cristóbal Montoro afirmó: "Hemos vivido situaciones más difíciles, y salimos. No estamos solos, tenemos detrás a Europa". "España es un país grande, internacionalizado, con alta renta per cápita. El problema es la deuda externa, pero los tenedores son los máximos interesados en que a España le salga bien, porque quieren cobrar su deuda íntegra", añadió a continuación.
Tras la semana negra que vivió la economía española entre el lunes 28 de mayo y el viernes 1 de junio, el presidente Rajoy declaraba en unas jornadas del Círculo de Economía celebradas el sábado 2 de junio en Sitges: "No estamos al borde de ningún precipicio".
El lunes 4 de junio, tras la propuesta de la Comisión Europea de que el fondo de rescate europeo se pueda usar para recapitalizar la banca, sin pasar por los Estados, la prima de riesgo cayó hasta los 520 puntos básicos y el Ibex 35 subió casi un 3 % situándose en los 6.237 puntos.
El martes 5 de junio Amado Franco presidente de Ibercaja declara que "Bankia no tenía que haber nacido" y de ese error, que el Banco de España debería haber impedido, "parten todos los males actuales". Al día siguiente miércoles 6 de junio, el fiscal general del Estado Eduardo Torres-Dulce informó que desde el 20 de mayo la Fiscalía Anticorrupción estaba investigando posibles delitos societarios en la gestión de la fusión y en la salida a bolsa de Bankia.
El jueves, 7 de junio, el subgobernador del Banco de España anunció que las entidades financieras nacionalizadas CatalunyaCaixa y Novagalicia Banco necesitarán 9.000 millones adicionales de ayuda pública, que se sumarán a los 5.500 millones de euros ya inyectados por el Estado (2.465 millones en Novagalicia Banco, donde el Estado tiene el 93 % de las acciones; 2.968 millones en CatalunyaCaixa donde el Estado también posee el control total). Ese mismo día se conoce que un informe del FMI que estima que las necesidades globales de capital para la banca española estarán alrededor de los 40.000 millones de euros y que la agencia de calificación crediticia Fitch Group ha decidido rebajar en tres escalones la categoría de España, desde 'A' a 'BBB' con perspectiva negativa.
El miércoles 27 de junio de 2012 fuentes del Consejo de administración del grupo de BFA-Bankia dan a conocer la tasación realizada de cara a la nacionalización, según la cual el grupo BFA-Bankia tiene un agujero de 13.635 millones de euros. La consecuencia es que los 4465 millones aportados por el Estado al convertirse de participaciones preferentes en acciones del Banco Financiero y de Ahorros (BFA) se traducen en la nacionalización del 100 % de la matriz e, indirectamente, del 45 % de Bankia. Ante esta situación el consejo de administración de BFA dimitió en bloque. Por otro lado, las siete cajas de ahorros que crearon BFA se quedan sin ningún patrimonio en la entidad, lo que las deja sin dividendos futuros que usar para la obra social, y sin activos más allá de los de la obra social que quedaron al margen de la integración. Ese día las acciones de Bankia cotizaron a 0,90 euros.
El miércoles 4 de julio de 2012 es admitida a trámite por el juez de la Audiencia Nacional Fernando Andreu la querella presentada por UPyD contra 33 ex miembros del consejo de administración de Bankia y su matriz, Banco Financiero y de Ahorros (BFA), investigación que respalda la Fiscalía Anticorrupción. Han sido citados a declarar el expresidente de Bankia Rodrigo Rato, el expresidente de Bancaja, José Luis Olivas, y el exministro del Interior en el gobierno de José María Aznar, Ángel Acebes, quien también formó parte del Consejo de Administración de la entidad. También han sido citados, aunque como testigos, el exgobernador del Banco de España Miguel Ángel Fernández Ordóñez, y el presidente de la Comisión Nacional del Mercado de Valores, Julio Segura. El único imputado que aún era miembro del Consejo, Francisco Verdú, ha presentado la dimisión como consejero delegado de Bankia.
El martes 10 de julio el Partido Popular acepta, después de haberse negado inicialmente, que comparezcan en el Congreso de los Diputados hasta 24 directivos y responsables políticos implicados en la crisis de Bankia y de las otras cajas de ahorros intervenidas por el Estado, empezando por Rodrigo Rato, que es quien más insistentemente había pedido comparecer, aunque el PSOE se quejó de que no se había incluido en la lista a Miguel Blesa, expresidente de CajaMadrid.

#### El rescate europeo a la banca (junio-julio de 2012)
El 20 de mayo Mariano Rajoy niega en Chicago (a donde acaba de llegar para participar en la cumbre de la OTAN) que la banca española necesite un rescate y rechaza la propuesta del nuevo presidente francés François Hollande de que España recurra a los fondos europeos (FEEF o MEDE) para sanear sus bancos. "No creo que el señor Hollande haya dicho eso porque, lógicamente, el señor Hollande no sabe cómo están los bancos españoles", declaró Rajoy. Cinco días después, el 24 de mayo, tras reunirse en París con Hollande, Rajoy reitera: "Desde luego a fecha de hoy, el Gobierno no tiene interés ni ninguna intención de acudir a cualquier fondo de la UE o de cualquier otro organismo".
El lunes 28 de mayo, tras el anuncio de la nueva dirección de Bankia de que necesitará 19.000 millones de euros más para sanearse (lo que provoca la caída de las acciones de Bankia, del IBEX 35 y que la prima de riesgo supere los 500 puntos básicos), Rajoy vuelve a afirmar que "no va a haber ningún rescate de la banca española", aunque reconoce implícitamente que España por sí misma no va a poder sanear su banca y apunta la solución (una vez el BCE se había negado a volver a inyectar liquidez a los bancos como en febrero y a comprar masivamente deuda pública española, única forma de que se hubiera podido recurrir directamente a los mercados): que el dinero fuera directamente a los bancos, sin pasar por los estados. "Mucha gente, yo también, apoya que se cambien las normas del fondo de rescate para que pueda inyectar dinero directamente a los bancos", afirmó.
El lunes 4 de junio la Comisión Europea, a través de su vicepresidente y responsable de Asuntos Económicos, Olli Rehn, en la línea de lo expresado por Rajoy una semana antes, propuso modificar las normas actuales para que el fondo de rescate europeo se use para recapitalizar la banca, sin pasar por los Estados, que es la solución demandada por el gobierno español para superar la crisis del sistema financiero español (empezando por los 19.000 millones que necesita Bankia), sin recurrir al mercado o a la emisión de deuda, lo que probablemente dispararía la prima de riesgo española, haciendo casi inevitable el "rescate" europeo y la intervención de sus finanzas. Tras el anuncio del Comisario Rehn la prima de riesgo cayó hasta los 520 puntos básicos (al final de la semana ya estaba por debajo de los 500: el viernes cerró en 488,7 puntos básicos) y el Ibex 35 subió casi un 3 % situándose en los 6.237 puntos (al cierre del viernes alcanzaba los 6.552 puntos, en la mayor subida semanal en lo que iba de año, un 8,03 %). El ministro de economía francés, Pierre Moscovici, que se encontraba en Bruselas, fue el primero en apoyar la propuesta, pero un portavoz del gobierno alemán se mostró contrario a modificar la regulación actual del fondo de rescate europeo ("los rescates han de hacerse a través de los Gobiernos para asegurar que los préstamos estén condicionados a ciertas políticas").
El miércoles 6 de junio, según se supo después, el presidente Mariano Rajoy envió una carta a Van Rompuy y a Durao Barroso en la que, después de afirmar que "esta situación es insostenible", les pedía que exigieran al BCE su intervención comprando masivamente deuda soberana española. "Es necesario que actuemos con urgencia para estabilizar los mercados financieros y para reducir las primas de riesgo. La única institución [que puede hacerlo]... es el Banco Central Europeo".
El sábado 9 de junio el ministro de Economía Luis de Guindos anuncia que España ha solicitado y obtenido de la Unión Europea un rescate de hasta 100.000 millones de euros que el Estado utilizará para sanear el sistema financiero español a través del FROB. A pesar de que el último garante del dinero concedido a España es el Estado y no los bancos (porque la normativa de los fondos europeos de rescate no se ha cambiado, como se apresuró a recordar el ministro de Hacienda alemán, Wolfgang Schäuble: "España garantizará el préstamo y tendrá que devolverlo"), el ministro Guindos se negó a llamarlo rescate. "Es un préstamo en condiciones muy favorables, mejores que las del mercado", afirmó. En el mismo sentido se expresó el presidente del gobierno Mariano Rajoy en su comparecencia del mediodía del día siguiente que volvió a evitar el término rescate (aunque era ya el término utilizado por toda la prensa internacional: bailout, sauvetage, salvataggio) y habló de "línea de crédito" y de éxito de su política ("hemos evitado el rescate de España", llegó a decir).
El tono triunfalista de Rajoy y su negativa a usar el término rescate fue criticado incluso por los medios internacionales, como la revista Time que en un tono irónico tituló su artículo con la frase "You say tomate, I say Bailout" ("Tú dices tomate, y yo digo rescate"), así como por la oposición que le recordó que el rescate anunciado era la constatación del fracaso de su política, iniciada con la deficiente gestión de la crisis de Bankia, y en absoluto un éxito como intentaba venderlo Rajoy. Alfredo Pérez Rubalcaba, líder del PSOE, afirmó que era "el momento más grave para España desde que comenzó la crisis económica" y en cambio el gobierno "nos quiere hacer creer que nos ha tocado la lotería". Además la oposición le recordó que el rescate supondrá una mayor control de las política económica por parte de la Unión Europea y del BCE, e incluso del FMI, (los "hombres de negro" como los había llamado el ministro de Hacienda Cristóbal Montoro) como se desprendía de la "letra pequeña" del acuerdo. En la misma línea se expresó Rosa Díez de UPyD que se refirió a la "mentira" del presidente al afirmar que el préstamo solo atañe a los bancos. "El préstamo no es a los bancos, sino al FROB, que tiene la garantía del Estado, que es quien responde... y [por otro lado] si se utiliza todo lo que están dispuestos a darnos [100.000 millones de euros] la deuda acabará este año siendo el 90 % del PIB [diez puntos porcentuales más que antes del rescate]", afirmó. Toda la oposición, excepto CiU, estuvo de acuerdo en exigir que Rajoy comparezca ante el Congreso de los Diputados y que se forme en el Congreso una Comisión de investigación que supervise todo el proceso de rescate a los bancos desde el FROB.
En cuanto a las condiciones concretas del rescate aún estaban por negociar, aunque en el texto difundido por el Eurogrupo se establecía que el sistema financiero tendrá que aceptar una serie de condiciones y ajustes, y la inspección de las autoridades europeas y del BCE, y también se hacía referencia a las reformas o recortes para reducir el déficit público, ya que "el progreso en estas áreas será estrecha y regularmente revisado en paralelo con a la asistencia financiera". El comisario europeo Olli Rehn también se refirió a que España debe "aplicar la condicionalidad normal en el marco de la gobernanza económica reforzada de Europa". Todo ello parecía indicar que la vigilancia del cumplimiento del déficit por España (el 5,3 % del PIB en 2012 para alcanzar el 3 % en 2014) por parte de la Comisión Europea y del BCE, en el marco del Plan de Estabilidad, se iba a intensificar. Algunas fuentes indicaban que los intereses que probablemente habrá de pagar España por el rescate serán del 3 %, muy por debajo del 6,3 % de los bonos a diez años, y el plazo de amortización podría rondar los 10 años, pero se ignoraba si el dinero saldría del FEEF, el llamado fondo de rescate temporal creado en mayo de 2010 y en vigor hasta mediados de 2013, o del MEDE, cuya entrada en vigor está prevista para el 1 de julio, cuando sea ratificado por los Estados miembros. Los bancos con problemas recibirán el dinero a través del FROB bien en forma de inyecciones directas de capital (como Bankia, que ha pedido 19.000 millones, que se convertirán en acciones) o de "bonos contingentes convertibles", los llamados cocos, que son préstamos a un 10 % de interés que se pueden convertir en capital.
A lo largo de la semana siguiente se volvió a vivir una nueva semana negra para la deuda sobre todo tras el anuncio hecho el miércoles 13 de junio por la agencia Moody's de que rebajaba en tres grados la calificación de la deuda soberana española y la ponía al borde del bono basura (desde A3 a BAA3), argumentando que el rescate concedido a España elevará su nivel de endeudamiento (con lo que se unía a las bajadas acordadas en los días anteriores por las otras dos agencias de calificación, Fitch y Standard & Poor's). Así el jueves 14 de junio la prima de riesgo alcanzó un nuevo máximo histórico al llegar a los 552 puntos básicos y los intereses pagados en los mercados secundarios de deuda fueron del 7 %, lo que, como indicó el ministro de economía Luis de Guindos, era un nivel que "no es sostenible en el tiempo" (el presidente del gobierno Mariano Rajoy eludió hacer declaraciones). La misma idea de que el rescate engrosará el déficit público fue la que también lanzó Eurostat que en un comunicado en el que afirmó que "el gasto de los intereses del préstamo también tendrá un impacto directo en el déficit". La "número dos" del PSOE, Elena Valenciano, tras una reunión extraordinaria de la ejecutiva del partido celebrada el viernes 15 de junio, declara que España está "en su momento más difícil desde la Transición" y ofrece al gobierno y al resto de los partidos un pacto de "unidad nacional" ante la Unión Europea y el ataque de los mercados.
En la cumbre del G-20 celebrada en Los Cabos (México) entre el lunes 18 de junio y el martes 19 de junio, a la que asistió el presidente Rajoy, uno de los grandes protagonistas fue España debido a los problemas de solvencia de su sistema bancario, y de cuya solución depende en gran medida que se supere la crisis de la deuda soberana europea (una vez que las elecciones griegas del domingo 17 de junio han dado la mayoría a los partidos que aceptan los duros recortes que lleva consigo el segundo rescate a Grecia), por lo que se le pidió a España "claridad y rapidez" en la petición del rescate para recapitalizar la banca. En su respuesta Rajoy reconoció por primera vez que no era una "línea de crédito" lo que había obtenido de Europa, sino un rescate del que respondía el gobierno y computaba como deuda del Estado. Por eso pidió en el plenario del G-20 "romper el vínculo entre riesgo bancario y riesgo soberano, que ha resultado dañino" (unas horas antes la prima de riesgo se había disparado hasta los 589 puntos básicos). El presidente de la Comisión Europea Durao Barroso apoyó ese punto de vista de que había que romper el vínculo entre la deuda pública y la deuda bancaria.
El jueves 21 de junio de 2012 se hacen públicos los informes sobre la banca española elaborados por las consultoras Oliver Wyman y Roland Berger por encargo del Ministerio de Economía y del Banco de España, que cifran las necesidades de recapitalización para hacer frente con solvencia a un agravamiento de la crisis no previsto entre los 51.000 y los 62.000 millones de euros (una horquilla muy cercana a las previsiones del FMI y muy por debajo de los 100.000 millones de euros del tope máximo del rescate europeo). En el informe se dice que los tres grandes bancos Banco Santander, BBVA y Caixabank no necesitan más capital y que las necesidades de recapitalización (en torno a dos tercios de la cantidad estimada, entre los 34.000 y los 41.000 millones) corresponden a las entidades nacionalizadas o en vías de estarlo (Bankia, CatalunyaCaixa, Novacaixagalicia y Banco de Valencia). El resto hasta los 51.000-62.000 millones se destinarían a entidades medianas como Banco Sabadell, Banco Popular, Unicaja (que incluye Caja Duero España), Kutxa Bank, Banco Mare Nostrum (BMN), Ibercaja-Caja3-Liberbank y Bankinter. Al día siguiente la prima de riesgo registra su mayor bajada semanal y se sitúa en los 477 puntos básicos.
En la reunión del Consejo Europeo del 28 de junio y el 29 de junio Mariano Rajoy consigue, con el apoyo de Italia y de Francia, que Alemania ceda y acepte que el rescate a la banca vaya directamente a las entidades con problemas sin pasar por el Estado, por lo que no computará como deuda, desligándose así la deuda bancaria de la deuda soberana, aunque la supervisión del proceso pasará al Banco Central Europeo, lo que supone dar un importante paso hacia la unión bancaria, que era lo que demandaba Alemania. En la cumbre también se ha aceptado la propuesta italiana de que el fondo europeo MEDE, que es el sucesor del FEEF, pueda comprar deuda de los Estados que cumplan con sus compromisos de déficit y deuda, y que ese fondo no tenga prioridad a la hora de cobrar los préstamos frente a los inversores privados (un privilegio que tenía el MEDE, que había ahuyentado a los inversores, temerosos de verse relegados al último puesto en caso de impago). Previamente se había aprobado el plan de estímulo al crecimiento de la UE por valor de 120.000 millones propuesto por Francia y que había sido acordado la semana anterior en la reunión de los "cuatro grandes" de la zona euro. La respuesta de los mercados ha sido muy favorable. El IBEX 35 ha experimentado la mayor subida diaria de los últimos dos años, superando los 7.000 puntos, y la prima de riesgo ha caído más de 70 puntos, situándose en los 474 puntos después de haber estado toda la semana alrededor de los 550 puntos básicos.
Entre el lunes 9 de julio y el martes 10 de julio el Eurogrupo acuerda las condiciones para el rescate del sistema bancario español, que a partir de la concesión de los primeros 30.000 millones de euros del FEEF (hasta un máximo de 100.000 millones) canalizados a través del FROB, con un plazo medio de amortización de 12,5 años, quedará bajo la supervisión directa de la "troika" formada por la Comisión Europea, el Banco Central Europeo, que pondrá bajo su tutela al Banco de España, y por el FMI, por lo que el control del sistema financiero español dejará de estar en manos del gobierno. Las condiciones quedaron establecidas en un denominado "memorándum de entendimiento" con 32 medidas a desarrollar en un plazo de un año. Paralelamente, el Ecofin aprobó flexibilizar los objetivos de déficit para 2012, al pasar del 5,3 % al 6,3 %, aunque a cambio exigió al gobierno español que realice de forma inmediata más ajustes para alcanzar ese objetivo. Al día siguiente el presidente Mariano Rajoy anunciaba el mayor ajuste de la historia de la democracia: 65.000 millones de euros.

#### Al borde del rescate total (julio-diciembre de 2012)
El martes 10 de julio el gobierno y las comunidades autónomas acordaron reducir en un 15 % como mínimo la paga que reciben las personas dependientes para que les cuide un familiar en casa (unos 400 euros mensuales de media). Además los cuidadores familiares, en su mayoría mujeres, perderían las cotizaciones a la Seguridad Social que pagaba por ellas el gobierno y que les servía para acceder a una pensión de jubilación. Por último se amplió a dos años el plazo que tenían las comunidades autónomas para tramitar el expediente del dependiente y concederle la ayuda.
El miércoles 11 de julio de 2012, al día siguiente de que el Eurogrupo acordara las condiciones para el rescate del sistema bancario español, que quedaba bajo la supervisión directa de la "troika" (Comisión Europea, Banco Central Europeo y FMI), y de que el Ecofin aprobara flexibilizar los objetivos de déficit para 2012, al pasar del 5,3 % al 6,3 %, exigiendo a cambio al gobierno español que realizara de forma inmediata más ajustes para alcanzar ese objetivo, el presidente Mariano Rajoy presentó en el Congreso de los Diputados 'el mayor ajuste de la historia de la democracia: 65.000 millones de euros en dos años, cuatro veces mayor que el de Rodríguez Zapatero del 12 de mayo de 2010 (paralelismo al que aludió un diputado de la oposición al decirle a Rajoy que el recorte que había presentado era su "12 de mayo"). Para alcanzar ese objetivo anunció la subida del IVA, haciendo lo contrario de lo que se prometió en el programa electoral (del 18 % al 21 % el general, y del 8 % al 10 % el reducido); la supresión de la paga extra de Navidad a los funcionarios además de la reducción de los días libres; la reducción en un 10 % del subsidio de desempleo a partir del sexto mes de percepción; la eliminación de la desgravación por vivienda en el IRPF; el aumento de los impuestos medioambientales. Además anunció su intención de reducir en un 30 % el número de concejales por ayuntamiento y de reforzar el papel de las Diputaciones para centralizar los servicios públicos a nivel local. Para justificar los recortes Rajoy afirmó: "hacemos lo que no hay más remedio que hacer"; "no he cambiado de criterio, cambian las circunstancias y debo adaptarme". La oposición en general rechazó el ajuste, y prácticamente todos los portavoces le recordaron que estaba incumpliendo su programa electoral, por lo que, según algunos de ellos, debía dimitir o someter el ajuste a un referéndum o convocar elecciones.
Una semana después, el jueves 19 de julio, tenían lugar en toda España manifestaciones masivas convocadas por los sindicatos en contra del ajuste, el mismo día que el Congreso de los Diputados lo aprobaba, exclusivamente con los votos del Partido Popular.
El 23 de julio la prima de riesgo de la deuda española alcanzaba máximos históricos superando los 600 puntos básicos. Tres días después el gobierno aseguraba que España no va a ser rescatada por la Unión Europea. Sin embargo, el 3 de agosto, cuando los periodistas le preguntaron al presidente del gobierno, Mariano Rajoy, si España pediría el rescate a la Unión Europea, éste respondió: «No tengo tomada ninguna decisión. Haré lo que convenga al interés general de los españoles». Y sobre los recortes en el gasto social comentó: «No se puede hacer otra cosa».
El 17 de agosto el BOE publicaba la lista de los 417 medicamentos que ya no estarían subvencionados por la Seguridad Social a partir del 1 de septiembre. Era el llamado medicamentazo aprobado por la ministra de Sanidad Ana Mato. El 1 de septiembre también entraba el vigor la orden del Ministerio de Sanidad que deja sin asistencia sanitaria gratuita (excepto las urgencias, la maternidad y la pediatría) a 910.342 inmigrantes en situación irregular o que no cotizan a la Seguridad Social. Cada comunidad autónoma decidiría cómo cobra esa asistencia.
El 31 de agosto se presentaba la tercera reforma del sistema financiero, por la que el gobierno a través del FROB y el Banco de España ampliaban sus poderes sobre los bancos que podrían ser intervenidos en cuanto se detectaran problemas de insolvencia y liquidarlos si no eran viables. Además se creaba el banco malo que compraría los activos más dañados de la banca para sanearla. La vicepresidenta Soraya Sáenz de Santamaría afirmó que con el decreto que acababa de aprobar el Consejo de Ministros «culmina la reforma del sistema financiero».
El viernes 7 de septiembre la prima de riesgo se situaba en los 411 puntos básicos, habiendo bajado a lo largo de la semana 140 puntos básicos, especialmente tras el anuncio hecho el día 6 por el presidente del Banco Central Europeo (BCE) Mario Draghi de que el BCE se proponía comprar deuda soberana de los países en dificultades si estos cumplían determinados requisitos. Bajadas similares tuvieron la deuda portuguesa y la italiana. La medida contó con el respaldo de la canciller alemana Angela Merkel.
El 28 de septiembre la consultora Oliver Wyman presenta su informe en el que concluye que las necesidades de la banca española ascienden a 53.745 millones de euros, el 86 % de los cuales corresponde a las cuatro entidades nacionalizadas: Bankia (24.743 millones), Catalunya Banc (10.825 millones), NCG Banco (7.176) y Banco de Valencia (3.462). Al día siguiente el gobierno aprueba los Presupuestos del Estado para 2013.
La Comisión Europea dio a conocer el 28 de noviembre las duras condiciones que tendrían que cumplir las entidades financieras rescatadas con el dinero europeo.

#### Prosigue la política de ajustes (enero-octubre de 2013)
El 23 de marzo el gobierno aprueba un plan para convertir las participaciones preferentes en acciones de los bancos que suponen un recorte del valor de la inversión que oscila entre el 10 % y el 70 %.
El 26 de abril el gobierno aprueba el Plan Nacional de Reformas y la Actualización del Programa de Estabilidad 2013-2016 que presentará a la Comisión Europea en el que se ralentiza el ajuste de las cuentas públicas ya que el objetivo de reducir el déficit al 3 % del PIB se retrasa de 2014 a 2016 (la previsión es que el déficit sea del 6,3 % en 2013, 1,8 puntos por encima del 4,5 % previsto, y del 5,5 % para 2014). El plan incluye la prolongación a 2014 de recargo temporal del IRPF acordado inicialmente para 2012 y 2013, así como la subida de algunos impuestos especiales y medioambientales y la eliminación de algunas deducciones en el impuesto de sociedades. También se plantea acabar con las subidas automáticas de determinados precios públicos en función de la subida del IPC, una medida llamada desindexación.
El 29 de mayo la Comisión Europea relajó el objetivo de déficit para 2013 y 2014: un 6,5 % y un 5,8 %, respectivamente.
El 28 de junio el gobierno aprueba una nueva subida de impuestos, la quinta en lo que va de legislatura. Suben los impuestos especiales sobre el alcohol y sobre el tabaco, y se establece una tasa medioambiental sobre los gases fluorados de efecto invernadero, además de eliminar deducciones fiscales para las grandes empresas.
El 26 de julio el FROB presentó sus cuentas según las cuales cerró 2012 con unas pérdidas de 26.060 millones, que se suman a los 10.557 millones perdidos en 2011 y a los 324 de 2010, por lo que en tres años la crisis de la cajas de ahorros le ha costado a los contribuyentes 36.931 millones, y es previsible que las pérdidas continúen en 2013.

#### El fin del rescate europeo de la banca y el inicio de la recuperación (noviembre de 2013- diciembre de 2014)
El 14 de noviembre el Eurogrupo acuerda el final del rescate financiero de la banca española (que ha supuesto algo más de 40.000 millones de euros) sin imponer condiciones adicionales.
El 19 de diciembre el Congreso de los Diputados aprueba, únicamente con los votos del PP, la ley de reforma de las pensiones en la que, entre otras cosas, se desvincula la subida de las pensiones de la inflación —en 2014 subirán un 0,25 %— y se añade el llamado "factor de sostenibilidad" para determinar la cuantía de la pensión en el momento de la jubilación. Ese mismo día la subasta de la electricidad del IV Trimestre el precio aumenta un inesperado 26,5 %, lo que se traducirá en una subida del 11 % en el recibo de la luz. El ministro de Industria José Manuel Soria pide una investigación a la Comisión Nacional de la Competencia para que investigue si ha habido manipulación.
Al día siguiente el gobierno aprueba un decreto que aumenta las facilidades de los empresarios para contratar trabajadores a tiempo parcial.
El 27 de diciembre el gobierno fija por decreto la subida del precio de la electricidad en el 2,3 % y, como ya hiciera en 2012, congela el salario mínimo interprofesional, por lo que seguirá siendo de 645,30 euros mensuales.
Ese mismo día en una rueda de prensa celebrada en el palacio de La Moncloa tras la reunión del Consejo de Ministros, el presidente del gobierno Mariano Rajoy realizó un balance positivo de la gestión (sobre todo la económica) de su gobierno en 2013 y expresó su confianza en el futuro: «El plan para evitar el hundimiento y el rescate se ha cumplido. 2014 será un año mucho mejor, con más actividad y crecimiento. Tenemos un fundado derecho a la esperanza. El año que viene dejaremos atrás el miedo. Si 2012 fue el año del ajuste y 2013 el de las reformas, 2014 será el del inicio de la recuperación». Por su parte el líder del PSOE Alfredo Pérez Rubalcaba hizo un balance de 2013 completamente diferente: «el año del paro, del empobrecimiento, de la desigualdad. El año de la contabilidad en b, del retroceso en derechos cívicos y libertades...».
Tras dos años de caídas, la venta de automóviles en 2013 aumentó un 3,3 %. Hubo 722.703 matriculaciones, una cifra todavía lejana de los niveles de antes de la crisis (en 2007 hubo 1.614.835 matriculaciones).
En enero de 2014 la prima de riesgo de la deuda pública española respecto de la deuda alemana se situó por debajo de los 200 puntos básicos, por primera vez desde abril de 2011. Ese mismo mes Mariano Rajoy se entrevistó en Washington D. C. con el presidente norteamericano Barack Obama y con la presidenta del FMI Christine Lagarde. Obama alabó los «grandes avances» que había hecho España en materia de «estabilidad económica, reducción del déficit y vuelta a los mercados financieros», y Lagarde manifestó que España «va por el buen camino». Por su parte, el ministro de Economía Luis de Guindos adelantó que el PIB había crecido en el IV Trimestre de 2013 un 0,3 %, dato que confirmaba el fin de la segunda recesión de la crisis económica española de 2008-2013 y la consolidación de la recuperación económica. Sin embargo el INE rebajó finalmente la cifra del crecimiento del IV Trimestre al 0,17 %. En febrero Mariano Rajoy acusaba al líder del PSOE Alfredo Pérez Rubalcaba de ser «parte responsable» del «calvario» de haber dejado el país en la ruina. «O te callas o reconoces el mérito de la gente», afirmó.
A finales de abril el Banco de España confirmaba la recuperación de la economía española al estimar que el PIB había crecido un 0,4 % en el primer trimestre de 2014, la mayor subida de los últimos seis años. De esta forma mejoraban las previsiones sobre el crecimiento de la economía para el conjunto del año que muchos analistas situaban en el 1,2 %.
El 31 de mayo, en unas jornadas organizadas en Sitges por el Círculo de Economía, el presidente del gobierno Mariano Rajoy anunció la rebaja del impuesto de sociedades de las grandes empresas del 30 % al 25 % en dos años y la puesta en marcha de un plan para reactivar la economía por valor de 6.300 millones de euros, de los cuales 3.630 provendrán del sector público. A la semana siguiente, el presidente del Banco Central Europeo Mario Draghi anunciaba un plan para reactivar la economía europea, debilitar el euro frente a otras divisas y hacer frente al riesgo de deflación, que consistía en la rebaja de los tipos de interés al 0,15 %, la imposición una tasa de depósito negativa para cobrarle a los bancos que dejan su dinero ocioso en el BCE y la oferta de hasta 400.000 millones de euros a la banca a cambio de que prestara ese dinero a empresas y consumidores. Draghi advirtió a continuación que «no hemos terminado aquí» y que «el BCE está listo para nuevas medidas extraordinarias». La respuesta favorable de los mercados fue inmediata. El IBEX 35 recuperó los 11.000 puntos y la prima de riesgo española bajó a mínimos históricos, situándose en los 129 puntos básicos.
El 13 de junio el gobierno acordó la mayor privatización en 16 años con la venta del 49 % del capital de AENA. y una semana después presentó el anteproyecto de la reforma fiscal anunciada por Rajoy que incluía una rebaja del IRPF para las rentas más altas y más bajas —el tipo mínimo bajará del 24,75 % al 20 % en 2015 y al 19 % en 2016, mientras que el tipo máximo pasará del 52 % al 46 % en esos dos años— y del impuesto de sociedades que pasará del 30 % al 25 % en 2016. A principios de julio aprobaba un conjunto de medidas de impulso a la actividad económica, que incluía una ayuda de 1.800 euros para las empresas que contrataran de forma indefinida a jóvenes menores de 25 años.
A finales de julio el Banco de España volvía a confirmar la recuperación económica al anunciar que el PIB había crecido un 0,5 % en el II trimestre, con lo que se encadenaban cuatro trimestres consecutivos de crecimiento, lo que no ocurría desde el comienzo de la crisis. Estos datos se vieron reflejados en la EPA que registró un descenso del desempleo en el II Trimestre, situándose la tasa de paro en el 24,5 %, habiéndose creado 192.400 puestos de trabajo, lo que no ocurría desde el verano de 2008.
A principios de septiembre el BCE tomó nuevas medidas para evitar el riesgo de deflación en la zona euro que fueron acogidas favorablemente por los mercados. La prima de riesgo de la deuda española cayó a los 111,4 puntos básicos, situándose por debajo del nivel que tenía cuando comenzó la crisis del euro en 2010, y el IBEX-35 rebasó los 11.140 puntos. Por su parte el gobierno aprobaba un decreto-ley por el que se reformaba por segunda vez en 2014 la Ley Concursal, para facilitar las quitas en las empresas con problemas.
El 11 de diciembre Mariano Rajoy declaró que «en muchos aspectos, la crisis ya es historia», lo que levantó una gran polémica. Cuatro días después, se firmaba el primer pacto social de la legislatura por el que se concedían 426 euros mensuales a los parados de larga duración que se hubieran quedado sin cobertura de desempleo. En la presentación del acuerdo el presidente Mariano Rajoy admitió que «la recuperación no ha llegado a todos, ni a todos por igual».
El 17 de diciembre se hizo pública una sentencia del Tribunal Supremo que supuso un duro golpe a la reforma laboral en España en 2012 ya que mantenía la vigencia de los derechos de los trabajadores establecidos en los convenidos colectivos prorrogados, al no haberse alcanzado un acuerdo para renovarlos.
El 23 de diciembre el gobierno propuso un plan para financiar el déficit de las comunidades autónomas al 0 % de interés a través del Fondo de Liquidez Autonómica, lo que les supondría un ahorro de más de 5000 millones de euros.
Los datos económicos de 2014 confirmaron la recuperación de le economía española. Al finalizar el año el IBEX 35 se situó en los 10.279,20 puntos, la prima de riesgo de la deuda española en los 106 puntos básicos, el paro registrado descendió en 253.627 personas y, por primera vez desde 2007, se registró un aumento del número de afiliados a la Seguridad Social (417.574 personas más). El número de coches matriculados aumentó un 18 % respecto del año anterior, situándose en 855.308. En cuanto a los precios, el IPC registró una caída del 1,1 % en 2014.

## Política

### La Monarquía
2011
En su tradicional mensaje de Navidad el rey Juan Carlos I alude implícitamente al caso Nóos, en el que está implicado su yerno Iñaki Urdangarín, que doce días antes había sido apartado de los actos oficiales a causa de que su comportamiento no era «ejemplar». Cinco días después, el 29 de diciembre, Iñaki Urdangarín es imputado por el juez José Castro en el caso Nóos.
2012
Entre el sábado 25 de febrero y el domingo 26 de febrero de 2012 Iñaki Urdangarín, yerno del rey Juan Carlos I, declara ante el juez en Palma de Mallorca como imputado por el caso Palma Arena. Se trataba del primer miembro de la Familia Real española que declaraba ante un juez en calidad de imputado.
En la madrugada del viernes 12 de abril el rey Juan Carlos sufre un accidente en Botsuana y se rompe la cadera cuando estaba participando en una cacería de elefantes. Fue trasladado urgentemente a Madrid donde fue operado. Cuando se conoció la noticia al día siguiente ni el Partido Popular, ni el PSOE hicieron ningún comentario sobre el accidente. Sí lo hizo el coordinador federal de Izquierda Unida, Cayo Lara, que dijo: “El Rey está demostrando una falta de ética y respeto a mucha gente en este país que está sufriendo mucho”. Tras la polémica desatada por su viaje de caza, el rey, al abandonar la clínica donde había estado ingresado cinco días, pide disculpas: "Lo siento mucho. Me he equivocado y no volverá a ocurrir".
El 2 de junio de 2012 el rey Juan Carlos hacía su primera aparición pública, con motivo del Día de las Fuerzas Armadas celebrado en Valladolid, desde que sufrió el accidente hacía mes y medio en la polémica cacería de elefantes de Botsuana. Al día siguiente emprendería un viaje a Brasil y después a Chile para asistir a la cumbre inaugural de la Alianza del Pacífico.
2013
El 3 de abril de 2013 la infanta Cristina de Borbón fue imputada por el juez del caso Nóos. La decisión fue recurrida por la Fiscalía Anticorrupción ante la Audiencia de Palma de Mallorca, que finalmente revocó la decisión del juez instructor.
El 2 de mayo se conoció el resultado del barómetro del CIS en el que la monarquía volvió a suspender (obtuvo un 3,68, la peor nota de su historia; por debajo de la nota obtenida en 2011, primera vez en que la monarquía fue valorada con una nota inferior a 5). Los expertos atribuyen la pérdida de confianza en la Monarquía fundamentalmente al caso Noos.
2014
El 6 de enero de 2014 el rey reapareció cansado y titubeante en la celebración de la Pascua Militar, su primer acto público fuera del Palacio de la Zarzuela tras su última operación de cadera.
Al día siguiente, 7 de enero, el juez del caso Noos, José Castro Aragón, imputó a la infanta Cristina de Borbón por blanqueo de capitales y delito fiscal. En esta ocasión el abogado de la infanta, Miquel Roca, decidió no recurrir y anunció que la infanta se presentaría a declarar. La comparecencia se produjo el 8 de febrero en Palma de Mallorca en medio de una gran expectación.
Semana y media después del fallecimiento de Adolfo Suárez el 23 de marzo, la Casa del Rey y varios ministros, colaboradores y amigos de Adolfo Suárez, incluido su hijo Adolfo Suárez Illana, criticaron duramente el libro de la periodista Pilar Urbano titulado La gran desmemoria. Lo que Suárez olvidó y el Rey prefiere no recordar al que calificaron de «infame» y de «novela de ficción».
El 4 de abril el gobierno aprobaba el anteproyecto de Ley Orgánica del Poder Judicial que, entre otras novedades, preveía que la Reina y los Príncipes de Asturias fueran aforados como el rey.
A principios de mayo el barómetro del CIS volvía a suspender a la Monarquía con una nota de 3,72, prácticamente la misma que la obtenida un año antes.
El 16 de mayo el rey presidió los actos conmemorativos del 250 aniversario de la Academia de Artillería de Segovia.
El 2 de junio de 2014 Juan Carlos I anunciaba su abdicación. Cinco días después tenían lugar concentraciones y manifestaciones en cuarenta ciudades para exigir la celebración de un referéndum sobre Monarquía o República. Ese mismo día, 7 de junio, se presentaba en Valencia la Fundación España Constitucional integrada por 34 exministros socialistas y populares con el objetivo de defender la monarquía constitucional de Felipe VI. Al día siguiente el diario El País publicaba una encuesta en la que el 62 % se manifestó a favor de que en algún momento se convocara un referéndum sobre la forma de gobierno, Monarquía o República.
El 11 de junio el Congreso de los Diputados aprueba la Ley Orgánica de abdicación del Rey, que es ratificada por el Senado el 17. Al día siguiente el rey Juan Carlos I firma la Ley Orgánica de abdicación en un acto en el Palacio Real de Madrid y 19 de junio Felipe de Borbón y Grecia es proclamado Rey de España con el nombre de Felipe VI.
| Voto |     |     |    |   |    |   |   |   |   |   |   |   |   | Total   |
| ---- | --- | --- | -- | - | -- | - | - | - | - | - | - | - | - | ------- |
| Sí   | 186 | 107 |    | 5 |    |   |   |   |   |   |   | 1 |   | 299/350 |
| No   |     |     | 11 |   |    |   |   | 3 | 2 | 1 | 1 |   | 1 | 19/350  |
| Abs. |     | 1   |    |   | 16 |   | 5 |   |   | 1 |   |   |   | 23/350  |
| Aus. |     | 2   |    |   |    | 7 |   |   |   |   |   |   |   | 9/350   |

El 20 de junio el gobierno utiliza una ley en tramitación para a través de una enmienda conseguir el rápido y amplio aforamiento del monarca saliente Juan Carlos I, de su esposa Sofía, de la reina consorte Letizia Ortiz y de la princesa de Asturias.
Según una encuesta publicada por La Vanguardia el 22 de junio el 52 % de los españoles prefiere la Monarquía frente al 38 % que está a favor de la República. El grado de confianza en el nuevo rey Felipe VI se sitúa en 6,6 en una escala de 0 a 10, donde 0 equivale a un grado de confianza muy bajo y 10 a uno muy alto.

### Partidos políticos y elecciones
En febrero de 2012 se celebró en Sevilla el XXXVIII Congreso del PSOE en el que Alfredo Pérez Rubalcaba fue elegido secretario general, en sustitución de José Luis Rodríguez Zapatero. La otra candidata que optaba a la secretaría general, Carme Chacón, resultó derrotada por un estrecho margen. Dos semanas después, se celebró también en Sevilla el XVII Congreso del Partido Popular en el que Mariano Rajoy, ganador de las elecciones generales y presidente del gobierno, fue reelegido como presidente del partido con el 97 % de los votos. María Dolores de Cospedal continuó como secretaria general y se nombraron tres vicesecretarios: Javier Arenas, Carlos Floriano y Esteban González Pons.
En marzo de 2012, Andalucía y Asturias celebraron elecciones. En Andalucía, el PP de Javier Arenas ganó las elecciones pero no alcanzó la mayoría absoluta, lo que permitió al socialista José Antonio Griñán continuar como presidente de la Junta, gracias a un pacto con IU. En Asturias, el Foro de Asturias de Francisco Álvarez Cascos no logró alcanzar una mayoría suficiente para gobernar, puesto que sus diputados sumados a los del PP no lograron la mayoría absoluta. Javier Fernández Fernández del PSOE se hizo con la presidencia de la Junta del Principado gracias al acuerdo alcanzado con IU y con UPyD, que prefirieron quedarse en la oposición.
En octubre de 2012 se celebraron elecciones en el País Vasco y en Galicia. En el País Vasco ganó el PNV, por lo que Íñigo Urkullu fue investido lehendakari. La coalición Bildu se convirtió en la segunda fuerza política del País Vasco por delante del PSE-EE. En Galicia, el PP renovó la mayoría absoluta por lo que Alberto Núñez Feijoo continuó al frente de la Junta de Galicia.
En mayo de 2014 se celebraron las Elecciones al Parlamento Europeo en las que por primera vez desde la transición los dos partidos mayoritarios, PP y PSOE, no superaron el 50 % de los votos emitidos. Los partidos minoritarios —IU, UPyD y Ciudadanos— crecieron y Podemos irrumpió con cinco escaños como nuevo partido político.
Tras las elecciones europeas, el secretario general del PSOE Alfredo Pérez Rubalcaba convocó un congreso extraordinario del partido y en junio anunció que abandonaba la política. También dimitió Pere Navarro i Morera de su cargo de secretario general del PSC. En julio, Pedro Sánchez ganó las primarias para la secretaría general del PSOE con el 48 % de los votos de los militantes, por delante de Eduardo Madina y de Pérez Tapias, y fue confirmado en el Congreso extraordinario del PSOE. Por su parte, el PSC sancionó la elección de Miquel Iceta como nuevo secretario general.
A principios de septiembre el Consejo Político de UPyD no apoyó la propuesta del eurodiputado Francisco Sosa Wagner de coaligarse con Ciudadanos. La reunión que se celebró en noviembre entre UPyD y Cs para acordar una posible alianza electoral de cara a las elecciones autonómicas de mayo de 2015 fue un completo fracaso. A mediados del mes siguiente se celebró en Madrid la asamblea fundacional de Podemos. El barómetro del CIS de octubre lo situó ya como tercera fuerza política en estimación de voto, a solo cinco puntos del PP y a uno del PSOE. En noviembre, Pablo Iglesias fue proclamado secretario general de Podemos y Alberto Garzón presentó su candidatura a las primarias de Izquierda Unida tras la renuncia de Cayo Lara.
Las elecciones andaluzas de marzo de 2015 confirmaron lo que anunciaban las encuestas: la recomposición del sistema de partidos a causa de la irrupción de dos nuevas formaciones, Podemos y Ciudadanos, que obtuvieron 15 y 9 escaños, respectivamente. Los peor parados resultaron el PP e IU. El PSOE mantuvo sus 47 escaños y recuperó el primer puesto entre las fuerzas políticas andaluzas, con Susana Díaz al frente de la Junta.

### Protestas
2012

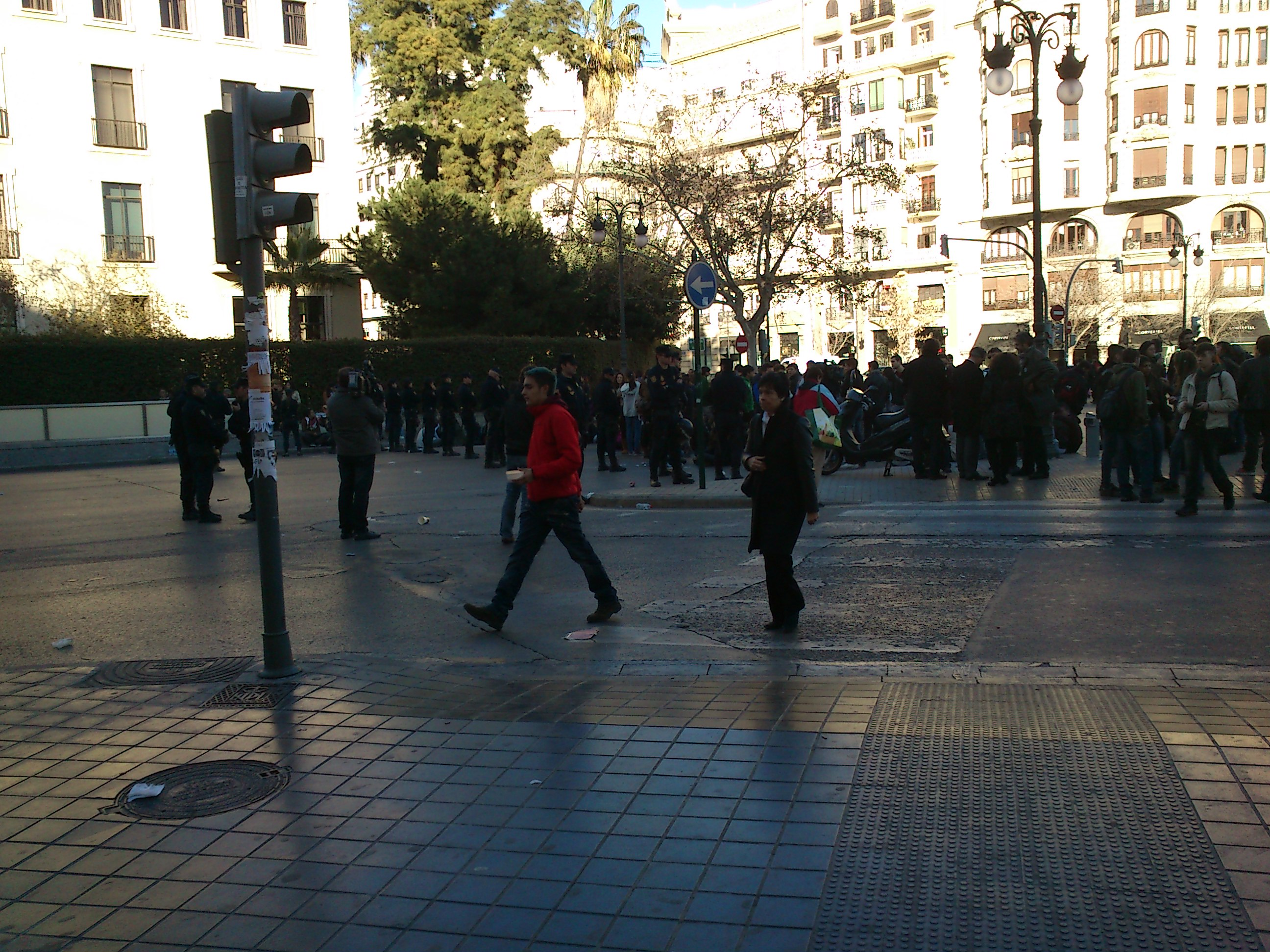
Hilera de antidisturbios del Cuerpo Nacional de Policía frente al Instituto de Educación Secundaria "Luis Vives", epicentro de las protestas, el 16 de febrero de 2012.

Entre el miércoles 15 de febrero y el lunes 20 de febrero tienen lugar en Valencia varias manifestaciones y concentraciones estudiantiles en protesta por los recortes del gasto en educación aprobados por la Generalidad Valenciana y por los retrasos en el envío a los centros del dinero para los gastos de funcionamiento, que son reprimidas por la policía. 46 manifestantes son detenidos, entre ellos menores de edad, hay dos decenas de heridos leves, y las imágenes de la actuación policial dan la vuelta al mundo. Es lo que se conoce en algunos medios como la primavera valenciana. Mariano Rajoy advierte que el país "no puede dar esta imagen". y el ministro de Educación José Ignacio Wert acusa al PSOE y a Izquierda Unida de "ponerse de lado de la protesta violenta e ilegal". Por su parte el ministro del Interior, Jorge Fernández Díaz reconoce que podía haber habido "algún exceso" por parte de la policía y disculpa como un lapsus linguae al Jefe Superior de Policía de Valencia que había calificado a los manifestantes como "el enemigo", lo que provocó el rechazo de grupos de la oposición. La Delegada del Gobierno en la Comunidad Valenciana, Paula Sánchez de León (cuya dimisión exigían las organizaciones estudiantiles), anuncia que se abrirá una investigación que "depuraría responsabilidades" y establecería si algunos agentes de la policía se habían extralimitado en sus funciones. Tres meses después solo habían sido sancionados 230 estudiantes con multas gubernativas que oscilaban entre los 300,51 y los 6.010,12 euros, y en junio un juez archiva la denuncia presentada contra la delegada del gobierno Paula Sánchez de León y el jefe de policía Antonio Moreno por las cargas policiales realizadas durante la primavera valenciana.
Movimiento 15-M
Un buen número de las protestas ocurridas durante 2012, tuvieron inspiración o conexión directa con el conjunto el llamado Movimiento 15-M (surgido formalmente un 15 de mayo de 2011). Dicho movimiento tuvo una gran presencia mediática entre el 16 de mayo y el 19 de junio, periodo en el que coincidieron con las elecciones municipales de 2011, a partir del verano las protestas cambiaron de forma y se produjeron una serie de movimientos alternativos temáticos, inspirados o directamente conectados al Movimiento 15-M original. Hacia junio de 2012 habían aparecido diversos colectivos o "mareas" temáticas que hacían reivindicaciones sectoriales muy concretas.

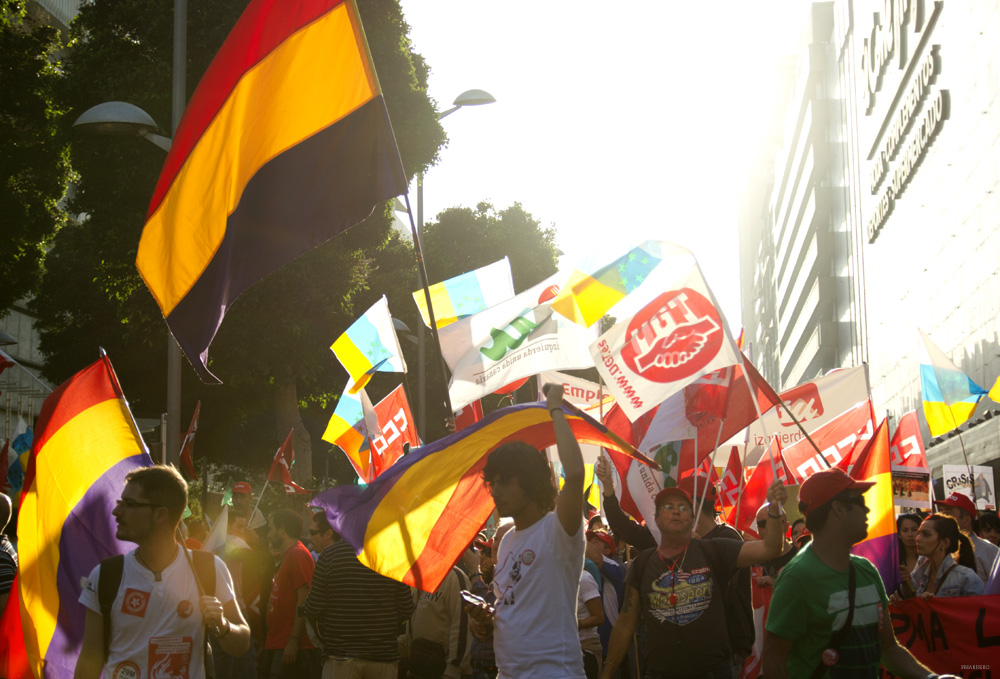
Manifestación contra la Reforma Laboral, Las Palmas GC, España. Marzo de 2012.

En febrero y marzo de 2012 los sindicatos organizan una serie de movilizaciones en contra de la reforma laboral que culminan el jueves 29 de marzo de 2012 con la séptima huelga general de la historia de la democracia, Protestan especialmente por el abaratamiento del despido que ha establecido la reforma: la indemnización por despido improcedente pasa de 45 a 33 días por año trabajado, mientras que la indemnización en los despidos objetivos se generaliza a 20 días por año trabajado.
El martes 22 de mayo de 2012 tiene lugar una huelga general de todos los niveles educativos públicos, desde infantil a la universidad, y en prácticamente todas las comunidades autónomas (lo que constituye la primera huelga unitaria de la enseñanza pública en la historia de la democracia). Los convocantes son los sindicatos de profesores y las organizaciones estudiantiles como protesta por las últimas decisiones del Gobierno que, según ellos, ponen en riesgo el futuro de la educación pública: el aumento de la ratio de alumnos por aula de hasta un 20 %, el aumento del número de horas lectivas del profesorado, el aumento de las tasas universitarias, etc.
El miércoles 23 de mayo los mineros de Asturias y del norte de León inician una huelga indefinida en protesta por el plan de gobierno de reducir en un 63 % las ayudas al carbón nacional, lo que según los sindicatos y la patronal del sector abocaría al cierre inmediato de muchos pozos. Durante las semanas siguientes se producen enfrentamientos con la policía por el corte de carreteras y autovías y el levantamiento de barricadas, que paralizan gran parte de la actividad en Asturias, sobre todo a partir del lunes 31 de marzo, en que también se puso en huelga el sector del transporte, que estaba discutiendo su propio convenio colectivo. Un grupo de mineros acampó en Oviedo frente a la sede de la Delegación del Gobierno en Asturias, y otro se encadenó en la puerta del Ministerio de Industria en Madrid, teniendo que intervenir la policía. Un grupo de mineros se encerraron en una mina de Aller a 500 metros bajo tierra el 30 de mayo y el 13 de junio aún continuaban allí hasta que el gobierno no aceptara sus reivindicaciones. Otro grupo de mineros también se ha encerrado en una mina de Santa Cruz del Sil en la comarca de El Bierzo (León). El viernes 15 de junio tiene lugar uno de los enfrentamientos más violentos entre mineros y policías, desde que comenzaron las protestas hacía 17 días, en Sotón en la cuenca del Nalón. Más de un centenar de mineros bien organizados, con escudos y lanzacohetes caseros, y con tirachinas que lanzaban tornillos y bolas de rodamientos, se enfrentaron a los policías que pretendían levantar la barricada que cortaba una carretera, usando pelotas de goma y gases lacrimógenos. Los mineros también talaron árboles para reforzar la barricada. Resultaron heridos 4 policías, uno de ellos con pronóstico reservado al haberle alcanzado una bola metálica o un tornillo en un ojo. También resultó herido un fotógrafo de prensa. El lunes 18 de junio tiene lugar una huelga general en Asturias y León, y cuatro días después unos 200 mineros inician en Mieres una marcha a pie hacia Madrid. El miércoles 11 de julio la marcha negra minera llega a Madrid, donde tiene lugar una gran manifestación frente al ministerio de industria, produciéndose algunos incidentes cuando varios de los congregados intentaron asaltar el cordón policial que protegía el ministerio. Hubo 8 detenciones y 76 heridos leves (42 manifestantes, 33 policías y un reportero gráfico).
El jueves 19 de julio tienen lugar en toda España manifestaciones convocadas por los sindicatos en contra del mayor ajuste fiscal de la democracia anunciado por Mariano Rajoy una semana antes y que fue aprobado ese mismo día 19 de julio por el Congreso de los Diputados, exclusivamente con los votos del Partido Popular. Culminaban así las manifestaciones y concentraciones espontáneas diarias protagonizadas por los funcionarios que protestaban por la supresión de la paga extra de Navidad, y que habían obligado a la policía a rodear con vallas el edificio del Congreso de los Diputados. Durante la manifestación de Madrid un grupo de manifestantes consiguió colgar una pancarta con el lema «¡Qué se jodan!» en el edificio del Ayuntamiento de Madrid en la plaza de la Cibeles en referencia a la expresión utilizada por la diputada del PP Andrea Fabra cuando Mariano Rajoy anunció en el Congreso el recorte en las prestaciones por desempleo. Al finalizar la manifestación de Madrid se produjeron enfrentamientos entre grupos de manifestantes y policías que se saldaron con 26 heridos y 15 detenidos, uno de ellos un bombero.
El 7 de agosto afiliados del Sindicato Andaluz de Trabajadores (SAT) capitaneados por Juan Manuel Sánchez Gordillo, alcalde de Marinaleda y diputado por Izquierda Unida en el Parlamento de Andalucía, asaltaron dos supermercados en Écija (Sevilla) y en Arcos de la Frontera (Cádiz) llevándose artículos por valor de unos 1.000 euros, como un acto de «expropiación a los expropiadores». Tres días más tarde la Guardia Civil desalojó a medio centenar de jornaleros del mismo sindicato que habían ocupado una finca propiedad del Ministerio de Defensa en Osuna (Sevilla). El 24 de agosto era asaltado otro hipermercado, esta vez en la capital de Extremadura, Mérida, en el que unas cincuenta personas pertenecientes al Colectivo Trastienda y a la Plataforma por la Renta Básica en Extremadura, lideradas por el diputado de Izquierda Unida Víctor Casco, intentaron llevarse alimentos como «acto de protesta y rebeldía», impidiéndoselo la policía.
El 15 de septiembre culminaba con una gran concentración de protesta en la plaza de Colón la marcha sobre Madrid contra la política de recortes, convocaba por la llamada Cumbre Social encabezada por los dos sindicatos mayoritarios, Comisiones Obreras y UGT y que agrupaba a 217 colectivos de origen muy diverso. Los reunidos (según los organizadores unas 500.000 personas; según la delegación del Gobierno de Madrid, 65.000) exigieron al gobierno que convocara un referéndum sobre la política de ajuste que estaba aplicando.
Diez días después, también en Madrid, tenía lugar una gran concentración de protesta ante el edificio del Congreso de los Diputados convocada bajo el lema Ocupa el Congreso (que más tarde se llamaría Rodea el Congreso) en la que la policía actuó para disolver a los manifestantes, produciéndose 35 detenciones, y resultando heridas 64 personas (28 de los cuales necesitaron hospitalización). En los días siguientes hubo dos nuevas concentraciones en la Plaza de Neptuno, situada cerca del edificio del Congreso.
El 31 de octubre el presidente de la Comunidad de Madrid Juan Ignacio González anunciaba la privatización de la gestión de seis hospitales públicos y cuarenta centros de salud, además de la reconversión en un centro de atención geriátrica del Hospital de la Princesa. El personal sanitario y los trabajadores del sector iniciaron a partir de entonces movilizaciones, huelgas y protestas que serían conocidas como la marea blanca, que se unió a otras mareas en defensa del sector público, como la marea verde de la educación.
El 14 de noviembre de 2012 tenía lugar otra huelga general de todos los sectores laborales. La huelga general en España del 14 de noviembre de 2012 fue un éxito, según los sindicatos. Esta huelga se enmarcaba en la huelga general europea de 2012.
2013
El 2 de mayo la Guardia Civil desaloja a medio centenar de jornaleros del Sindicato Andaluz de Trabajadores (SAT), liderado por Juan Manuel Sánchez Gordillo, de una finca militar de Osuna (Sevilla) que los ocupantes pedían que se cediera su uso a cooperativas.
El 9 de mayo tiene lugar una nueva huelga educativa contra los recortes en educación y contra el proyecto de LOMCE, más conocida como la Ley Wert.
2014
El 17 de enero tienen lugar en varios puntos del país, como Madrid, Vitoria, San Sebastián, Bilbao, Santander, Zaragoza, Valencia, Alicante o Barcelona, manifestaciones y concentraciones en solidaridad y apoyo a los vecinos del barrio de Gamonal de Burgos. En algunas se produjeron altercados y detenciones.
A finales de enero el presidente de la Comunidad de Madrid Ignacio González González anuncia que suspende el proyecto de privatización de la gestión de seis hospitales públicos, tras la decisión del Tribunal Superior de Justicia de la Comunidad de Madrid de paralizar el proceso. A continuación dice que había aceptado la dimisión del consejero de Sanidad Javier Fernández-Lasquetty, principal responsable del proyecto —que había encontrado una fuerte oposición entre el personal sanitario y los usuarios de la sanidad pública madrileña en la llamada marea blanca—.
El 4 de febrero la Audiencia Provincial de Madrid considera una forma de «participación democrática» el escrache realizado frente al domicilio de la vicepresidenta del gobierno Soraya Sáenz de Santamaría.
El 22 de marzo un gran número de manifestantes llegados de diversos puntos de España se reúnen en Madrid como protesta y rechazo contra las medidas de austeridad en las «Marchas por la Dignidad». Cinco días después, Cáritas presenta un informe en el que denuncia que en España hay cinco millones de personas en situación de exclusión social extrema.
El 31 de mayo grupos de voluntarios inician la reconstrucción del centro okupa de Can Vies tras la paralización de su derribo después de las protestas y graves disturbios provocados por su desalojo. Varios miles de personas se manifiestan en Barcelona a favor de la reapertura de centro.
El 7 de junio se celebran manifestaciones en las principales capitales de las Islas Canarias para protestar por las prospecciones en busca de petróleo que Repsol pretende realizar frente a las costas de Fuerteventura y Lanzarote.
El 21 de junio nuevas marchas por la dignidad se llevan a cabo en varias ciudades españolas para reclamar Pan, trabajo y techo y protestar por los recortes en los servicios públicos y en el gasto social. Los convocados rodearon los parlamentos regionales para expresar que el pueblo es soberano y permanece vigilante.

#### El problema de los desahucios
El 9 de noviembre de 2012 en Baracaldo (Vizcaya), una mujer de 55 años se suicidó cuando iba a ser ejecutado el desahucio de su vivienda. Una semana después, el gobierno aprobaba un Real Decreto-ley sobre los desahucios aunque no abordaba en él la reforma de la Ley Hipotecaria como habían pedido las asociaciones STOP Desahucios y la Plataforma de Afectados por la Hipoteca.
El Parlamento de Andalucía aprobó el 24 de septiembre de 2013 la "ley antidesahucios" que permitía la expropiación temporal de una vivienda para que sea habitada por una familia desahuciada en riesgo de exclusión social, pero fue recurrida por el Gobierno ante el Tribunal Constitucional.

### Nuevas formaciones políticas
Si bien el aumento de la contestación social en las calles no está directamente ligado a la formación de nuevas formaciones políticas y el paso a la política nacional de otras, diversos analistas consideran que muchos jóvenes se involucraron en la política a raíz de dichas protestas, y ha sido una idea común asumir que el surgimiento de nuevos partidos como Podemos o el paso a la política nacional de Ciudadanos se vio influido por el clima político gestado entre mayo de 2011 y junio del 2012.
Las encuestas políticas relacionan que simpatizantes de nuevos partidos, se vieron influidos por dichas protestas. A partir de la movilización mundial del 15 de octubre de 2011, crearon colectivos temáticos. Asimismo, empezaron a formarse nuevos partidos políticos, como Podemos en 2014 que se presentaron a las elecciones europeas de 2014, obteniendo cinco eurodiputados, el cuarto grupo más votado.

### Justicia, derechos y libertades y política migratoria
El día 30 de marzo de 2012 el gobierno anuncia la aprobación de un anteproyecto de ley de subida de las tasas judiciales entre 50 y 750 euros, elaborado por el Ministerio de Justicia que encabeza Alberto Ruiz Gallardón. Su finalidad, según el gobierno, es paliar la saturación de los juzgados y a su vez sufragar la justicia gratuita y también se pretende evitar que lleguen a los juzgados conflictos que pueden solucionarse a través de otras vías Pero, según la oposición, esta subida limita el acceso de muchos ciudadanos con ingresos medios o bajos a la administración de justicia. Las mayores subidas se dan en el ámbito de la "segunda instancia" para, según el gobierno, reducir las actuaciones que solo persiguen dilatar en el tiempo el procedimiento, con lo que se aliviará también la carga de trabajo de los órganos judiciales. Así las apelaciones en civil y contencioso-administrativo suben 500 euros y las casaciones en esos mismos órdenes pasan de 600 a 1.200 euros. En el caso de la jurisdicción social, los casos de súplica y casación, que hasta ahora eran gratuitos, tendrán ahora unas tasas de 500 y 750 euros, respectivamente.
La Asociación Progresista de Secretarios Judiciales (UPSJ) denunció que el anteproyecto de reforma del Registro Civil que prepara el gobierno que contempla que los matrimonios civiles puedan ser tramitados en el futuro por notarios y registradores supondrá el cobro de tasas por sus servicios, cuando ahora la tramitación de los expedientes matrimoniales es gratuita.
El viernes 6 de julio, solo dos semanas después de haberse resuelto el "caso Dívar", Alberto Ruiz Gallardón presenta su proyecto de reforma del Consejo General del Poder Judicial en el que, en contra de lo que había anunciado en enero, está dispuesto a negociar con la oposición la forma de elección de los 12 miembros que corresponden a la judicatura. Hasta ese momento el gobierno defendía volver al modelo de los 80: dejar que fueran los jueces quienes elijan directamente a 12 de los 20 miembros del Poder Judicial, y no los partidos, lo que supondría que los conservadores, muy mayoritarios entre los jueces, prácticamente controlarían siempre el Poder Judicial, ganara quien ganara las elecciones. Por eso se cambió en los 90 y por eso el PSOE se opone radicalmente.
El 14 de septiembre de 2012 el ministro de Justicia Alberto Ruiz Gallardón presenta el proyecto de reforma del Código Penal en el que se endurecen las penas para los delitos y se crean dos figuras nuevas —la prisión permanente revisable y la custodia de seguridad, que permite ampliar diez años una pena ya cumplida en casos de «especial peligrosidad»—, además de ampliar la libertad vigilada post-pena. El proyecto definitivo fue presentado el 20 de septiembre de 2013. El proyecto de reforma incluye multas y prisión hasta dos años para las personas que ayuden a inmigrantes en situación administrativa irregular.
El 18 de julio de 2013 el Ministerio de Sanidad que dirige Ana Mato envía una propuesta a las comunidades autónomas sobre el catálogo de prestaciones sanitarias en el que los tratamientos de reproducción asistida estarán vetados a parejas de lesbianas y a mujeres solas en la sanidad pública, al quedar reservados para «parejas integradas por un hombre y una mujer» y siempre que haya problemas de fertilidad. La oposición y diversas organizaciones calificaron la propuesta de ideológica y discriminatoria.
El 29 de noviembre de 2013 el ministro del Interior Jorge Fernández Díaz presenta el proyecto de Ley de Seguridad Ciudadana que endurece las sanciones administrativas de una larga lista de conductas consideradas infracciones (no faltas en las que intervienen los tribunales de justicia) entre las que se incluyen las «ofensas o ultrajes a España» o las concentraciones no autorizadas ante el Parlamento (sancionables con multas de hasta 30.000 euros). La oposición calificó el proyecto de «deriva autoritaria», una acusación que el ministro Fernández negó.
En el proyecto de la nueva Ley de seguridad privada se amplía el ámbito de actuación de los vigilantes privados a las zonas comerciales peatonales y a las calles de las urbanizaciones y polígonos industriales, aunque «habrán de actuar en coordinación, cuando proceda, con las Fuerzas y Cuerpos de Seguridad del Estado». También podrán custodiar los perímetros de edificios públicos, como cárceles o Centros de Internamiento de Extranjeros. El Sindicato Unificado de Policía y la Asociación Unificada de Guardias Civiles manifestaron su desacuerdo con el proyecto porque en su opinión supone «una privatización encubierta» de la seguridad pública. La nueva ley también regulará la actividad de los detectives privados que, entre otras cosas, estarán obligados a dar cuenta de sus investigaciones al Ministerio del Interior.
El 6 de febrero de 2014 catorce inmigrantes mueren ahogados cuando intentaban acceder a Ceuta nadando. Cinco días después el ministro del Interior Jorge Fernández Díaz compareció ante el Congreso de los Diputados para explicar la muerte de los inmigrantes y durante su intervención desmintió versiones anteriores y reconoció que la Guardia Civil disparó pelotas de goma al agua. El PSOE pidió la dimisión del director general de la Guardia Civil por haber sido desautorizado por el ministro.
Ese mismo día, 11 de febrero, el Congreso de los Diputados aprobaba la tramitación de la proposición de ley presentada por el grupo parlamentario del Partido Popular para restringir la aplicación del principio de justicia universal por los tribunales españoles. Horas antes el gobierno de China había amenazado al gobierno español por la orden de detención cursada por la Audiencia Nacional contra el expresidente Jiang Zeming y el ex primer ministro Li Peng, acusados de crímenes de lesa humanidad cometidos en los años 80 y 90 del siglo pasado en el Tíbet. Un mes después, el Senado aprobaba, únicamente con los votos del PP, la limitación de la aplicación por los tribunales españoles del principio de justicia universal. En señal de protesta el 23 de mayo se celebró en Madrid un Congreso sobre la justicia universal organizado por la Fundación Baltasar Garzón, mientras el gobierno exigía a los jueces de la Audiencia Nacional que cumplieran la ley de reforma de la justicia universal recién aprobada.
A finales de marzo el Consejo General del Poder Judicial aprobó un informe muy crítico sobre el proyecto de Ley de Seguridad Ciudadana presentado por el Gobierno. El 11 de julio el gobierno aprobaba el proyecto de Ley de Seguridad Ciudadana en el que recogía gran parte de las alegaciones presentadas por diversos órganos jurisdiccionales sobre el anteproyecto inicial a pesar de lo cual los partidos de la oposición y diversas organizaciones no gubernamentales la siguieron calificando como «ley mordaza». A principios de diciembre el Congreso de los Diputados aprobaba la Ley de Seguridad Ciudadana con solo los votos del PP. El 20 de diciembre se celebraron manifestaciones en decenas de ciudades contra la ley mordaza.
El 4 de abril el gobierno aprobaba el anteproyecto de Ley Orgánica del Poder Judicial que, entre otras novedades, preveía que la Reina y los Príncipes de Asturias fueran aforados, y que los procesos de la Audiencia Nacional y los macroprocesos fueran instruidos por tres magistrados, para evitar los "jueces estrella". Por otro lado desaparecían las audiencias provinciales reconvertidas en "tribunales provinciales de instancia".
El 18 de julio el teniente Luis Gonzalo Segura, autor de la novela Un paso al frente en que trata sobre la corrupción y los abusos de poder en el Ejército, es sancionado con dos meses de arresto y pérdida de destino por dos faltas graves.
El 29 de agosto el gobierno propone debatir la propuesta del ministro de Justicia Alberto Ruiz Gallardón de reducir el número de aforados de 17.621 a 22 como "medida de regeneración democrática", lo que implicaría la reforma de la Constitución de 1978 y de casi todos los Estatutos de Autonomía.
El 18 de diciembre dimitía Eduardo Torres-Dulce como fiscal general del Estado por desavenencias con el Gobierno. Al día siguiente el gobierno nombraba a Consuelo Madrigal para sustituirle.
El 30 de diciembre se produce el mayor salto de inmigrantes en la valla de Melilla. Un centenar logran pasar. A lo largo del año se produjeron unos 70 intentos de entrada y cerca de 2.200 personas lo consiguieron.

### La corrupción política
2012
El jueves 23 de febrero de 2012 estalla el caso de la cooperación o escándalo de la cooperación, como lo llama la prensa valenciana, cuando son detenidas 14 personas en Valencia por la presunta apropiación de unos seis millones de euros de los fondos que la Comunidad Valenciana había destinado al desarrollo de países del Tercer Mundo, y que nunca llegaron a su destino. El presunto cabecilla de la trama, Augusto César Tauroní, ingresa en prisión y los otros trece imputados son puestos en libertad con cargos (algunos de ellos son altos cargos de la administración autonómica valenciana, y son destituidos por el presidente de la Generalidad el popular Alberto Fabra). Los hechos ocurrieron cuando Rafael Blasco era el conseller de Solidaridad y Ciudadanía, que era el departamento que otorgaba las ayudas. En los meses siguientes se producen más detenciones y el número de imputados el 7 de junio ascendía a 27 (entre ellos seis cargos o excargos de la administración autonómica valenciana). El 12 de junio se conoce que la juez que lleva el caso va a imputar a Rafael Blasco, en ese momento portavoz del grupo parlamentario popular en las Cortes Valencianas y que hasta entonces había contado con la confianza del presidente de la Generalidad. Blasco queda apartado temporalmente de su función de portavoz, hasta que se confirme su procesamiento.
El sábado 10 de marzo de 2012, la juez de Instrucción número 6 de Sevilla, Mercedes Alaya, que investiga el caso de los ERES (una presunta trama de prejubilaciones ilegales descubierta en numerosos expedientes de regulación de empleo [ERE] financiados con cargo a la partida 31L o "fondo de reptiles" de los presupuestos de la Junta de Andalucía gobernada por el PSOE desde hace 30 años), ha ordenado el ingreso en prisión provisional, comunicada y sin fianza del que fuera director general de Trabajo y Seguridad Social durante nueve años, Francisco Javier Guerrero, ya que entiende que existe riesgo de fuga. Guerrero se convierte en el primero de los alrededor de 50 imputados que va a la cárcel por el "desvío" de más de 930 millones de euros de dinero público. En junio el parlamento andaluz aprueba la formación de una comisión de investigación para determinar las responsabilidades políticas del caso.
El 20 de marzo de 2012 el expresidente del gobierno autonómico de las Islas Baleares y exdirigente del Partido Popular Jaume Matas es condenado a 6 años de prisión por La Audiencia de Palma de Mallorca al declararlo culpable de fraude documental, malversación, prevaricación y tráfico de influencias, en relación con el caso Palma Arena cuya investigación judicial se inició en 2007. Una portavoz del PP balear afirma que respeta la sentencia pero añade que es un proceso "todavía abierto". Por su parte la portavoz del PSOE Soraya Rodríguez piden explicaciones a Rajoy "porque hoy es un día en que el PP no puede permanecer callado". En el mismo sentido se ha manifestado un portavoz de Izquierda Unida.
El viernes 25 de marzo, en cumplimiento de una promesa electoral, el gobierno aprueba el anteproyecto de Ley de Transparencia, Acceso a la Información Pública y Buen Gobierno, que establece una serie de principios éticos y de obligaciones concretas para los miembros del Gobierno, los altos cargos de la Administración y de las entidades del sector público (deja fuera, sin embargo, a la Casa Real). Entre otras medida se establece que los altos cargos de la administración no podrán aceptar regalos que superen los "usos habituales, sociales o de cortesía", ni favores o servicios que condicionen el desarrollo de sus funciones. Asimismo cuando se apruebe la ley cualquier ciudadano podrá requerir todo tipo de información de las administraciones públicas sobre su funcionamiento o sobre el destino del dinero público.
El jueves 7 de junio de 2012 es imputada, junto con otras 28 personas, Mónica Lorente, exalcaldesa popular de Orihuela y en ese momento vicepresidenta y portavoz de la Diputación Provincial de Alicante y diputada autonómica en las Cortes Valencianas, por el presunto amaño de la contrata de basura de Orihuela a favor del empresario Ángel Fenoll en octubre de 2008. Este sumario constituye una de las tres ramas principales del caso Brugal.
El Gobierno aprueba el 27 de julio el proyecto de Ley de Transparencia que, entre otras medidas, incluye la pena de cárcel para quienes falseen las cuentas públicas.
2013
El 30 de enero de 2013, el diario El País dio a conocer unos documentos contables, que serían conocidos como los papeles de Bárcenas que presuntamente implicaban a Mariano Rajoy en una trama de corrupción política. Según este diario, tanto Rajoy como otros cargos del partido (tales como Cospedal, Rato y "JM" -probablemente José María Aznar-, entre otros) recibieron de los extesoreros del Partido Popular Álvaro Lapuerta y Luis Bárcenas, una serie de pagos periódicos procedentes de una supuesta financiación ilegal del partido, que se extendieron entre los años 1990 y 2008. Las presuntas anotaciones de los extesoreros apuntaban a la entrega de 25.200 euros anuales a Rajoy durante 11 años de registros (desde 1999 hasta 2008). Ante las revelaciones del diario El País, tanto Mariano Rajoy como el Partido Popular negaron la existencia de una contabilidad paralela, afirmando que todos los pagos del partido se ceñían a la legalidad. Así, para demostrar la validez de sus palabras, el presidente de gobierno mostró su declaración de la renta -a pesar de que, si realmente obtuvo dinero negro, este no podía reflejarse en su renta ya que ese dinero es ilegal-. Sin embargo, la renta publicada solo se limitó al periodo político ejercido por él desde que Aznar dejó el Gobierno, en 2003, alimentando aún más la controversia. Así, según diversos periodistas de periódicos tales como El País: "los datos no aclaran nada sobre los supuestos pagos de los papeles de Bárcenas". Sus rentas, por otra parte, mostraron facetas como es la notable subida de sueldo entregado por el PP al propio Rajoy, en un 27 %, mientras España estaba "en plena crisis y la mayoría de las empresas reducían o congelaban el salario a sus trabajadores", a la par que defendía la importancia de la competitividad. Por otra parte, a pesar de que el PP indicó que el 95 % del dinero que gestiona, y que constituye el salario de Rajoy y de todos los miembros del PP, proviene de ayudas públicas, el partido rechaza la publicación de su contabilidad oficial dificultando la comprobación de que allí estén "las partidas ya confirmadas de los papeles de Bárcenas". Si bien, la mayoría de los receptores del partido afirmaron haber obtenido entregas de dinero en metálico.
Pocos días después de publicarse la noticia, Mariano Rajoy compareció en la sede del PP por medio de un televisor de plasma y sin autorizar preguntas y negó las acusaciones de los papeles de Bárcenas. «No voy a necesitar más que dos palabras. Es falso. Nunca , repito, nunca he recibido, ni he repartido dinero negro ni en este partido ni en ninguna parte», afirmó.
El 19 de marzo el secretario general de CiU Oriol Pujol, hijo del expresidente de la Generalidad de Cataluña Jordi Pujol, es imputado por el Tribunal Superior de Justicia de Cataluña por un delito de tráfico de influencias en el caso de las ITV. Al conocer la decisión del tribunal, Pujol decidió «delegar» la secretaría general hasta que quede libre de sospecha.
El 14 de junio el expresidente de la CEOE Gerardo Díaz Ferrán es condenado por la gestión fraudulenta del grupo Marsans que lo condujo a la quiebra.
El 7 de julio el diario El Mundo entrevistó a Luis Bárcenas quien afirmó que en los últimos 20 años el Partido Popular había sido financiado de forma ilegal. Dos días después, el mismo diario publicó unos papeles originales de Bárcenas, en los que se reflejaban el pago de sobresueldos a Rajoy en 1997, 1998 y 1999 cuando era ministro en el gobierno de José María Aznar. Estos pagos vulneraban la Ley de Incompatibilidades de 1995. El 14 de julio el mismo diario publicaba que no solo Rajoy estaba al corriente de la doble contabilidad, sino que le envió mensajes de apoyo a Luis Bárcenas durante meses y pidiéndole que no dijera nada. Al día siguiente el juez Pablo Ruz tomó declaración a Bárcenas, quien afirmó que el año 2010 le hizo una entrega de 50.000 Euros a Rajoy y a María Dolores de Cospedal. En esa comparecencia judicial, le entregó un pen drive al juez Ruz, según reveló el diario El Mundo, en el que constaba que el dinero negro que recibió el PP ascendía a 8,3 millones de Euros. El Secretario General del PSOE Alfredo Pérez Rubalcaba exigió la dimisión de Rajoy y amenazó con presentar una moción de censura. En su comparecencia en el Senado del 1 de agosto Rajoy asumió su error en "confiar" en Bárcenas pero dijo que no pensaba ni dimitir ni convocar elecciones y también afirmó que Bárcenas ya no formaba parte del PP cuando llegó a la presidencia del Gobierno, pero el día 11 de agosto, El Mundo publicó una nómina emitida por el PP para el extesorero fechada en mayo de 2012.
Presionado por Cándido Méndez, dimite el secretario general de UGT de Andalucía, Francisco Fernández Sevilla, a causa del escándalo de las facturas falsas que el sindicato presentó a la Junta de Andalucía por valor de 1,8 millones de euros, dinero que fue utilizado en gastos privados de la organización.
Por orden del juez Pablo Ruz que instruye el caso Bárcenas, la policía registró el 19 de diciembre durante 14 horas la sede nacional del Partido Popular en la calle Génova de Madrid en busca de documentos sobre la contabilidad del partido.
2014
A mediados de febrero el Parlamento de Navarra crea una comisión de investigación para esclarecer la denuncia presentada por la directora de la Hacienda Tributaria de Navarra contra la vicepresidenta y consejera de Hacienda del gobierno foral Lourdes Goicoechea a la que acusa de haberle presionado para que le informara de los expedientes abiertos a personas y a empresas a las que ella asesora. El líder del PSN-PSOE Roberto Jiménez anuncia que si en un plazo de quince días la comisión no llega a ninguna conclusión, presentará una moción de censura contra el gobierno de Unión del Pueblo Navarro presidido por Yolanda Barcina y a continuación convocará elecciones anticipadas, a pesar de que para que la moción triunfe necesita el apoyo de los diputados de Bildu.
El 7 de mayo la Audiencia de Sevilla confirma la imputación de la exconsejera de la Junta de Andalucía Magdalena Álvarez por el caso de los ERE. Mes y medio después se veía obligada a abandonar la vicepresidencia del Banco Europeo de Inversiones.
También el 7 de mayo la juez decreta prisión con fianza a dos altos directivos de Adif imputados en el presunto caso de corrupción en la concesión de obras del AVE en 2008 en Barcelona. Otras tres personas son asimismo imputadas.
El 28 de mayo el exconseller de la Generalidad Valenciana Rafael Blasco, del Partido Popular, es condenado a ocho años de cárcel y a veinte años de inhabilitación por el caso de la cooperación.
El 24 de junio la Guardia Civil detiene a 16 personas en relación con el caso de las facturas falsas que habrían servido para financiar a la UGT de Andalucía.
A día siguiente, 25 de junio, el juez José Castro concluye la instrucción del caso Nóos e imputa a Cristina de Borbón y Grecia, hermana del rey Felipe VI, por delito fiscal y blanqueo de capitales, junto con su marido Iñaki Urdangarín y el socio de este Diego Torres y su esposa, el expresidente balear Jaume Matas y otras once personas, diez de ellas cargos públicos de las comunidades autónomas de Baleares, de Valencia y de Madrid.
El 14 de julio Oriol Pujol abandona su escaño en el Parlamento de Cataluña por su imputación en el caso de las ITV. Once días más tarde el expresidente de la Generalidad Jordi Pujol confiesa que durante 34 años su familia mantuvo en el extranjero una fortuna sin declarar a Hacienda dejada en herencia por su padre. A mediados de diciembre la juez imputa a Jordi Pujol, a su esposa Marta Ferrusola y a tres de sus hijos por blanqueo de capitales y delito fiscal al haber ocultado la fortuna familiar en Andorra.
El 1 de octubre se desvela que 86 consejeros y directivos de la antigua CajaMadrid y de Bankia tenían tarjetas de crédito opacas fiscalmente con las que se gastaron 15,5 millones de euros entre 2003 y mayo de 2012. Quince días después comparecen ante el juez de la Audiencia Nacional Miguel Blesa y Rodrigo Rato por este caso.
El 27 de octubre se lleva a cabo la Operación Púnica, operativo policial en el que son arrestados por la Guardia Civil 51 políticos, ediles y funcionarios, incluido Francisco Granados, por estar supuestamente implicados en una trama de corrupción que adjudicó servicios públicos por valor de 250 millones de euros en dos años.
El 7 de noviembre la hermana del rey Cristina de Borbón y Grecia es imputada por delito fiscal en el caso Urdangarín. Ese mismo día el presidente de la Junta de Extremadura José Antonio Monago niega haber hecho 32 viajes privados a Canarias a cuenta del Senado en 2009 y 2010, tal como había asegurado el diario Público.
El 21 de noviembre la cantante Isabel Pantoja entra en la cárcel de mujeres de Alcalá de Guadaíra para cumplir una pena de 2 años de cárcel por blanqueo de capitales.
El 26 de noviembre dimite Ana Mato, ministra de Sanidad, Servicios Sociales e Igualdad, tras ser citada a declarar por el juez Pablo Ruz por haber sido presuntamente beneficiaría de los negocios ilegales de su exmarido con la trama Gürtel. Tres días después dimite Mercè Pigem, vocal del Consejo General del Poder Judicial elegida a propuesta de CiU, tras ser sorprendida intentando entrar en España desde Andorra con 9.500 euros.
El 4 de diciembre se conoce el informe de los peritos del Banco de España para el juez que instruye el caso Bankia en el que se denuncia que se "maquillaron" las cuentas de la entidad cuando salió a Bolsa en 2011.
El 19 de diciembre la Fiscalía Anticorrupción pide la imputación del expresidente de la Generalidad Valenciana Francisco Camps por malversación y prevaricación en los contratos que firmó para la celebración del Gran Premio de Fórmula 1 en Valencia. También acusa de los mismos delitos a Lola Johnson (y a Jorge Martínez Aspar como cooperador necesario) en relación con la compra de la empresa Valmor, organizadora del evento, por la Generalidad Valenciana, ya con Alberto Fabra en la presidencia.
El 22 de diciembre se confirma la imputación de Cristina de Borbón acusada de delito fiscal en el auto de apertura del juicio oral del caso Urdangarín. Ese mismo día Sonia Castedo (PP), imputada desde hace dos años por corrupción urbanística, dimite de su cargo de alcaldesa de Alicante.

### Hacia el fin de ETA
2012
El martes 14 de febrero de 2012 los diputados del Partido Popular en el Congreso, junto con los del PSOE, IU y otros grupos rechazan la moción de UPyD para que se ilegalice Amaiur, la coalición de la izquierda abertzale, EA y Aralar. El ministro del Interior Jorge Fernández Díaz argumenta que "el problema de ETA hoy no es solo policial, tiene dimensión política", una idea que nunca había defendido el PP. La diputada Rosa Díez, líder de UPyD, acusa al gobierno de "cobardía", a lo que el ministro del interior le responde: “Me dice usted que confundo la prudencia con cobardía. A lo mejor confunde usted el oportunismo político con la defensa del Estado de derecho”. Pocas semanas antes el ministro había ordenado la reducción de la mitad de los escoltas de los cargos políticos del País Vasco, reconociendo así implícitamente que se había entrado en un nuevo tiempo desde que el pasado 20 de octubre de 2011 ETA declara el cese definitivo de la violencia.
El 26 de abril de 2012 el ministro del Interior Jorge Fernández Díaz anuncia un plan de reinserción "individualizada" de los presos de ETA cuya primera fase consiste en su acercamiento a las cárceles del País Vasco, en la línea del llamado "Plan Nanclares" del gobierno anterior de Rodríguez Zapatero pero suavizando sus condiciones. Para trasladar a los presos de ETA a la prisión de Nanclares se exigía el rechazo de la violencia, la desvinculación de la banda, el perdón a las víctimas y hacer frente a las indemnizaciones derivadas de sus delitos. Con el nuevo plan que quiere poner en marcha el gobierno solo se exigirán los dos primeros requisitos: el rechazo a la violencia y la desvinculación de ETA.
Al día siguiente, 27 de abril de 2012, el ministro Fernández Díaz convocó a la presidenta de la AVT Ángeles Pedraza para explicarle el plan, pero a la salida de la reunión esta manifestó su más completa oposición al plan del gobierno, al igual que el Foro de Ermua, Voces contra el terrorismo (que estuvo representada por Mamen Álvarez, esposa de su presiente Francisco José Alcaraz) y otras asociaciones de víctimas del terrorismos con las que también se entrevistó el ministro. La razón fundamental del rechazo es que no se exige que los reclusos pidan perdón a las víctimas. Además lamentaron haberse enterado del plan a través de los medios de comunicación, y señalaron la incoherencia que supone que un partido que cuando estaba en la oposición coincidía con sus planteamientos, y que hasta hace días aseguraba que no habría acercamientos de presos de ETA a cárceles vascas si la banda no se disolvía, haya cambiado de política. "Aunque por ahora no vamos a salir a la calle a manifestarnos, lo haremos igual que lo hicimos durante el Gobierno del PSOE si nos sentimos traicionadas", manifestó Ángeles Pedraza, la presidenta de la AVT.
El viernes 4 de mayo de 2012 la llamada Comisión de Verificación Internacional del fin de la "actividad armada" de ETA, que el gobierno no reconoce, dio a conocer la oferta de ETA a los gobiernos español y francés para hablar del desarme, del desmantelamiento de sus arsenales y de la solución definitiva a la situación de los presos. La Comisión también confirmó que la actividad de ETA en Francia se limitaría al mantenimiento de su estructura, descartando la preparación de atentados. El gobierno en una nota de prensa respondió: "El Gobierno no necesita de verificadores internacionales para comprobar si ETA se disuelve. Con la Guardia Civil y la policía se ha derrotado a ETA y con ellas es suficiente para verificar una eventual disolución de la organización terrorista".
El miércoles 9 de mayo de 2012 el Tribunal Supremo, por un voto de diferencia, ratificó la condena dictada por la Audiencia Nacional en septiembre de 2011 contra Arnaldo Otegi por su intento de reconstruir la ilegalizada Batasuna a través de "Bateragune", aunque reduce de 10 a 6 años la pena de prisión al considerarle mero “integrante” en vez de “dirigente” de ETA. También vieron ratificada su condena con cierta reducción de la pena los otros cuatro encausados, el dirigente de LAB, Rafael Díaz Usabiaga, Arkaitz Rodríguez, Sonia Jacinto, extesorera de ANV, y Miren Zabaleta, hija del dirigente de Aralar Patxi Zabaleta.
El domingo 27 de mayo son detenidos en el sur de Francia Oroitz Gurruchaga, presunto jefe del aparato militar de ETA según el Ministerio del Interior, y su lugarteniente, Xabier Aramburu. Según Interior, ambos estarían encargados de reclutar nuevos miembros por orden de los actuales líderes de ETA, David Pla, Iratxe Sorzabal e Izaskun Lesaka. Con estas detenciones son ya 15 los arrestados desde el alto el fuego de ETA del 20 de octubre de 2011: once en Francia, dos en España y dos en Bélgica. La izquierda abertzale, en un comunicado, expresó su “solidaridad” con los detenidos y con sus allegados y llamó a la participación en las movilizaciones que se organicen para denunciar las detenciones, que se enmarcaban en las "estériles medidas represivas de siempre".
El jueves 7 de junio de 2012, el Ministro del Interior Jorge Fernández Díaz anuncia que ha encargado a una comisión jurídica que estudie la posibilidad legal de que las personas que tuvieron que abandonar el País Vasco y Navarra por la presión y las amenazas de ETA y de los grupos de la izquierda abertzale puedan votar sin estar empadronados en las elecciones municipales y autonómicas vascas. El ministro justificó así la propuesta:

El gobierno quiere reparar el daño causado por ETA y una de estas dimensiones es la mutilación de los derechos políticos de los que se vieron obligados a salir de Euskadi por la violencia, la amenaza y la coacción. Es un tema de justicia y de reparación. (...) Soy plenamente consciente de que se trata de un asunto de cierta complejidad jurídico-constitucional

El sábado 2 de junio de 2012, el Colectivo de Presos de ETA (EPPK, en sus siglas en euskera) hizo público un comunicado a través de un vídeo emitido en un acto en Guernica (Vizcaya) donde rechazaba las medidas individuales de reinserción y seguía pidiendo la amnistía (es decir, la excarcelación en bloque) y la autodeterminación como la salida final al "conflicto político" vasco, con lo que las expectativas de la izquierda abertzale de que el colectivo de presos aceptaría la vía de la reinserción individualizada se vieron frustradas. El colectivo vuelve a rechazar la llamada "vía Nanclares" (acercamiento a cárceles próximas a Euskadi de los etarras que se separen expresamente de ETA), que la llaman la vía del “arrepentimiento-delación”. En el comunicado el colectivo señaló que "da por terminada la fase de actividad armada como instrumento de lucha”. Sus puntos de referencia siguen siendo el acuerdo de Anoeta de 2006, y la Declaración de Ayete de 2011, así como el Acuerdo de Guernica de 2010, que reconoce el daño a las víctimas, sobre el que afirmaron: "No nos negamos a reconocer que [el “conflicto”] ha generado perjudicados y víctimas”. Tras conocer contenido del comunicado, tanto el Gobierno central como el vasco y los principales partidos vascos —PNV, PSE-PSOE y PP— se mostraron decepcionados. Fuentes de Interior recordaron a los reclusos de la banda que “jamás” conseguirán la amnistía y que “ETA sigue sin pedir perdón después de haber asesinado a cerca de un millar de personas”.
El miércoles 13 de junio es detenido un militante de ETA en Roma donde se encontraba con su novia en una casa ocupada por el movimiento italiano radical Acción Directa. Según cree la policía española, esta detención constituye una prueba de que los integrantes de ETA se están trasladando a otros países europeos como Italia, Gran Bretaña o Irlanda para escapar de la presión policial a la que les somete la policía francesa. La izquierda abertzale criticó la detención porque el Gobierno español "insiste en agitar fantasmas inexistentes, queriendo sembrar dudas en torno a un supuesto rebrote de la actividad" terrorista de ETA.
El miércoles 20 de junio de 2012 el Tribunal Constitucional legaliza Sortu, al acordar anular, por seis votos contra cinco, la sentencia anterior del Tribunal Supremo que hacía un año lo había declarado ilegal por considerarlo una continuación de Batasuna, aunque en el fallo se advierte que Sortu puede ser ilegalizado si incurre en ciertas conductas como el enaltecimiento del terrorismo, la humillación de las víctimas, la ambigüedad en la condena del terrorismo, los actos de exaltación que equiparen la violencia terrorista con la coacción legítima del Estado de derecho, o la equiparación del sufrimiento de las víctimas con el de los presos de la banda condenados por actos terroristas, entre otras. Dos días después se conocieron los votos discrepantes de tres jueces que consideraban "lamentable" la legalización de Sortu y afirmaban que el Constitucional se había excedido en su jurisdicción.
Las reacciones a la sentencia del Tribunal Constitucional fueron inmediatas. El Ministro de Justicia Alberto Ruiz Gallardón expresó la "discrepancia" del gobierno con la sentencia ("A mí me hubiera gustado que Sortu siguiera siendo ilegal", afirmó), mientras que el PSOE destacó el fallo como "un paso positivo en la normalización política" y como la ratificación de "una realidad que ya existía", en referencia a la participación de la izquierda abertzale en las instituciones (en los municipios y las diputaciones a través de la coalición Bildu y en el Congreso de los Diputados a través de la coalición Amaiur). En el mismo sentido se expresó el PNV. Por el contrario, en una línea mucho más dura que la expresada por el gobierno se manifestaron algunos líderes del Partido Popular, como la presidenta de la Comunidad de Madrid Esperanza Aguirre que llegó a plantear la supresión del Tribunal Constitucional. "A lo mejor hay que empezar a pensar que no tiene que haber un Tribunal Constitucional nutrido por políticos que se hacen llamar magistrados pero que no lo son. Y si hay que hacer recortes a lo mejor hay que empezar a pensar que el Tribunal Constitucional sea una sala del Supremo", afirmó. "Hoy es un día muy triste para la democracia", añadió finalmente. En un sentido parecido se manifestaron Jaime Mayor Oreja, eurodiputado y exministro del interior ("ETA nunca ha acariciado tanto el poder como hoy"), o Juan Cotino, presidente de las Cortes Valencianas ("La sentencia del Tribunal Constitucional de ayer es un paso más para la ruptura del territorio español"). Asimismo algunos diarios también mostraron su rechazo a la legalización de Sortu, relacionándola con ETA, como se podía comprobar por los titulares que encabezaron sus primeras páginas: "El TC se rinde a los proetarras" (ABC), "Aire para ETA" (La Razón), "El Constitucional 'blanquea' a Sortu" (La Gaceta) y "Legalizado el partido de ETA" (El Mundo).
En la rueda de prensa celebrada al día siguiente de conocerse la sentencia, Iñigo Iruin, abogado y portavoz de Sortu, pidió la liberación de Arnaldo Otegi y de los otros cuatro condenados en el "caso Bateragune" por tratar de reconstruir Batasuna, para lo que presentarán un recurso ante el Tribunal Constitucional.
El martes 26 de junio son detenidos en Albi (sur de Francia) dos miembros de ETA, uno de ellos acusado del asesinato del empresario guipuzcoano Inaxio Uria, el 3 de diciembre de 2008 (uno de los últimos atentados de ETA posteriores a la tregua de 2006) y presuntamente involucrado en el asesinato del concejal socialista Isaías Carrasco en marzo de 2008. El otro detenido estaba huido desde 2010 por actos de kale borroka. "Cuando decimos que ETA se tiene que disolver por las buenas o por las malas hablamos muy en serio", ha asegurado el ministro del Interior Jorge Fernández Díaz. Los diputados de Amaiur protestaron en el Congreso de los Diputados por las detenciones porque iban en "la dirección contraria a la resolución del conflicto". El ministro del Interior acusó a Amaiur de situarse “al lado de los asesinos en lugar de en el Estado de derecho y el de las víctimas” y también los acusó de haber incurrido en una causa de ilegalización con motivo de la reciente subvención aprobada por el Ayuntamiento de San Sebastián, gobernado por Bildu, a un documental sobre los presos de ETA.
El miércoles 27 de junio se celebra en el Congreso de los Diputados un homenaje a las víctimas del terrorismo, al que no asisten varias asociaciones de víctimas, entre ellas la más numerosa la AVT, por estar en desacuerdo con la política de reinserción individualizada de los presos de ETA que defiende el gobierno y porque no se le ha dejado tomar la palabra. Por su parte, Amaiur celebró un acto alternativo en Guernica y Luno como protesta porque, según esta coalición de la izquierda abertzale, el homenaje del Congreso no estaba dedicado a "todas las víctimas", sino solo a las de ETA, y porque el acto del Congreso "carece de voluntad de aportar de manera positiva a la resolución del conflicto de nuestro país”, ha afirmado un portavoz de Amaiur. El presidente del Congreso Jesús Posada en la lectura de la resolución aprobada por los diputados afirmó que no se pueden equiparar a las "víctimas con sus verdugos". Tras la lectura de la resolución, se ha guardado un minuto de silencio, al igual que en acto alternativo de Guernica.
El viernes 29 de junio es detenido en Londres Antón Troitiño, histórico miembro de ETA (compañero en el comando Madrid de Ignacio de Juana Chaos) huido en abril de 2011 aprovechando una polémica decisión de la Audiencia Nacional de ponerlo en libertad después de haber pasado 24 años en la cárcel, junto con su compañero de casa Ignacio Lerín Sánchez, presunto miembro de ETA huido desde 2007. El ministro del Interior, Jorge Fernández Díaz declaró: “Tengo la íntima convicción, basada en los datos que disponemos, de que está más cerca que lejos, evidentemente, la disolución de la organización terrorista ETA”.
El martes 10 de julio el Tribunal Europeo de Derechos Humanos con sede en Estrasburgo sentenció que la llamada doctrina Parot, establecida por el Tribunal Supremo español en 2006 y refrendada por el Tribunal Constitucional, viola los artículos 7 y 5.1 de la Convención Europea de Derechos Humanos, por lo que insta al gobierno español a poner en libertad a Inés del Río Prada, miembro de ETA condenada a más 3.000 años de cárcel por varios atentados terroristas en los que murieron 23 personas, entre ellas 12 guardias civiles en el atentado de 1986 cometido por el "comando Madrid" de ETA en la plaza de la República Dominicana de Madrid, y que después de 18 años de cárcel tenía que haber sido puesto en libertad el 3 de julio de 2008 por haber obtenido los beneficios penitenciarios establecidos en el Código Penal franquista de 1973 (redención de penas de hasta 12 años por trabajo o por estudios). La sentencia puede afectar a más de a más de 50 de miembros de ETA condenados por terrorismo a los que también se les había aplicado la doctrina Parot y que han recurrido al Tribunal Europeo de Derechos Humanos para pedir su puesta en libertad. La respuesta del Gobierno ha sido discrepar "severamente" de la sentencia y anunciar que la recurrirá ante la Gran Sala del tribunal de Estrasburgo, y que mientras tanto no pondrá en libertad a la condenada porque existe riesgo de fuga "sin ningún género de dudas". El gobierno ha criticado asimismo que la sentencia se haya hecho pública el mismo día en que se cumplía en 15.º aniversario del secuestro del concejal del Partido Popular en Ermua Miguel Ángel Blanco, que fue asesinado por ETA dos días después, a pesar de que entre los jueces estaba el español Luis López Guerra que, según el ministro del interior Jorge Fernández Díaz, podía haberse dado cuenta de la coincidencia.
El 17 de agosto el gobierno le concede el tercer grado penitenciario al preso etarra Josu Uribetxeberria Bolinaga y propone a la Audiencia Nacional que le conceda la libertad provisional «por razones humanitarias», aunque con condiciones, al habérsele diagnosticado un cáncer terminal. Bolinaga había iniciado una huelga de hambre para reclamar su excarcelación. La AVT consideró una «traición» la decisión del gobierno. El 24 de octubre Bolinaga es dado de alta y sale del hospital por su propio pie, dos meses después de que la Audiencia Nacional hubiera confirmado la libertad condicional decretada por el juez de vigilancia penitenciaria.
2013
El 23 de febrero se celebra en Pamplona el congreso constituyente de Sortu, el partido de la izquierda abertzale que sucede diez años después a la ilegalizada Batasuna, en el que es elegido como líder Arnaldo Otegi, que sigue en prisión. Además de Otegi hay otros miembros de la antigua Batasuna en el Consejo Nacional de Sortu, como Rufi Etxeberria, Joseba Permach o Juan José Petrikorena.
El 1 de junio la organización pacifista vasca Gesto por la Paz se autodisuelve.
El 21 de octubre el Tribunal de Estrasburgo anula la doctrina Parot. Cuatro días después, el 25 de octubre, comienza la excarcelación de presos de ETA por la aplicación de la sentencia.
El 28 de diciembre el colectivo de presos de ETA hizo público un comunicado en el que por primera vez reconocía la legalidad penitenciaria (lo que implica la aceptación de la reinserción individual de los encarcelados y que puedan acogerse a los beneficios penitenciarios que les correspondan) además de mostrar su compromiso con las «vías y métodos políticos y democráticos» y de reconocer el «sufrimiento y daño multilateral generado como consecuencia del conflicto». Una semana después el ministro del Interior Jorge Fernández Díaz, al preguntársele sobre el comunicado, respondió: «El único comunicado que interesa al Gobierno es en el que ETA anuncie su disolución incondicional». «Estas personas no han pedido perdón a sus víctimas, no se han arrepentido de sus crímenes, no se han desvinculado de ETA ni han manifestado su intención de colaborar con las autoridades judiciales», añadió a continuación.
2014
En una reunión celebrada en Durango (Vizcaya) el 4 de enero los expresos de ETA puestos en libertad tras la anulación de la doctrina Parot manifestaron su «compromiso total» con «la decisión de dejar definitivamente la lucha armada», asumiendo las «vías políticas» para la superación del conflicto propuesta por la izquierda abertzale. Aceptaron su «responsabilidad por las consecuencias del conflicto», pero eludieron hablar de arrepentimiento por los asesinatos o de la disolución de la banda terrorista, y tampoco pidieron perdón a las víctimas -la AVT calificó el acto de Durango como «la mayor vergüenza de la democracia»—. El día anterior el Ministro del Interior Jorge Fernández Díaz había calificado la reunión como un «aquelarre» «absolutamente repugnante».
El 9 de enero, en la llamada Operación Jaque la Guardia Civil detenía en el País Vasco y en Navarra a ocho presuntos miembros del llamado frente de makos (cárceles) de ETA, entre los que se encontraban los abogados Arantza Zulueta y Jon Enparantza, supuestos cabecillas del mismo. Dos días después se celebraba en Bilbao una manifestación convocada por primera vez de forma conjunta desde 1998, por el PNV y la izquierda abertzale representada por Sortu, a la que asistieron unas 100.000 personas y que estaba encabezada por una pancarta en euskera que decía Derechos humanos, acuerdo, paz. Se reunió como respuesta a la prohibición decretada por la Audiencia Nacional de una manifestación convocada el mismo día, a la misma hora y en el mismo lugar en apoyo de los presos de ETA por la organización Tantaz Tanta ('Gota a gota') y que el juez consideró continuadora de la suspendida Herrira. Aunque los convocantes PNV y Sortu habían pedido que fuera una 'manifestación silenciosa' se oyeron gritos pidiendo el agrupamiento de los presos en cárceles del País Vasco y en favor de la independencia.
El 23 de enero, durante la conmemoración del 19 aniversario del asesinato por ETA del concejal del Partido Popular en San Sebastián Gregorio Ordóñez, su hermana Consuelo Ordóñez, presidenta del Colectivo de Víctimas del Terrorismo del País Vasco (COVITE) criticó duramente la política antiterrorista del gobierno y del Partido Popular del País Vasco, cuya presidenta Arantza Quiroga y otros miembros de la dirección estaban presentes en el acto celebrado en el cementerio Polloe de San Sebastián ante la tumba del concejal asesinado. Dos días después unos 200 miembros de COVITE se dieron de baja en desacuerdo con la línea defendida por la presidenta Consuelo Ordóñez.
El 17 de febrero llegaban a España los dos presuntos miembros de ETA detenidos en México, el día anterior. Se trataba de Juan Jesús Narváez y de Itziar Alberdi, prófugos de la justicia española desde hacía 22 años, acusados de ser integrantes del comando Ekait, autor de varios asesinatos, como el del catedrático de derecho Manuel Broseta asesinado en Valencia en 1992. Sortu protestó por la detención de estos «ciudadanos vascos».
Cuatro días después, el 21 de febrero, la autodenominada Comisión Internacional de Verificación, no reconocida por el gobierno español, anunciaba que el mes anterior ETA en su presencia había dejado "fuera de uso" un pequeño arsenal como primer paso en el proceso de desarme (lo que quedó registrado en un vídeo que fue difundido por la BBC). El ministro del Interior Jorge Fernández Díaz no concedió ninguna credibilidad a esa "teatralización" del desarme "por entregas". "Lo único que esperamos es la disolución definitiva y sin condiciones", añadió. Por su parte, el lehendakari Iñigo Urkullu consideró el "pequeño gesto" de ETA como insuficiente.
Durante la celebración del Aberri Eguna en Bilbao el 20 de abril el lehendakari Iñigo Urkullu reclamó una "relación bilateral" de Euskadi con el Estado español. Por su parte la coalición EH Bildu pidió la independencia de Euskadi en una manifestación celebrada en Pamplona el mismo día. Mes y medio después, el 8 de junio, se organizaba una Cadena humana por el derecho a decidir del País Vasco.
El 11 de junio la Audiencia Nacional absolvía a 40 personas acusadas de pertenecer a Segi, la rama juvenil de ETA. Al mes siguiente, 9 de julio, Francia negaba haber modificado su política penitenciaria después de trasladar a 2 convictos de ETA a la cárcel de Mont-de-Marsan; la más cercana a País Vasco.
A mediados de agosto, eran incendiados de madrugada cinco autobuses en la localidad vizcaína de Lujua. El atentado fue reivindicado por un supuesto grupo de apoyo a los presos de ETA. Sortu «rechazó» este episodio de kale borroka.
El 4 de diciembre la Audiencia Nacional excarceló al etarra Santi Potros al aplicar una normativa europea que establece que se han de contabilizar los años pasados en prisión en otros países de la Unión. Al día siguiente el gobierno criticó la decisión. Dos semanas más tarde, trece de los dieciocho magistrados de la Sala de lo Penal del Tribunal Supremo presentaban un escrito de protesta contra las injerencias del gobierno en el tema de la excarcelación de etarras.

### El desafío soberanista de Cataluña
2012
El 11 de septiembre de 2012, Diada de Cataluña, más de un millón de personas se manifiestan en Barcelona bajo el lema Catalunya, nou estat d'Europa ('Cataluña, nuevo estado de Europa'). Tres días después el presidente de la Generalidad de Cataluña Artur Mas asume el deseo independentista expresado en la manifestación, aunque consiga el pacto fiscal (la financiación «singular» para Cataluña similar al concierto económico), y habla de la posibilidad de convocar un referéndum para decidir el futuro político de Cataluña. Por su parte la vicepresidenta Soraya Sáenz de Santamaría declara que el Gobierno responderá al desafío independentista «con la Constitución y las leyes».
El 27 de septiembre el Parlamento de Cataluña aprueba la celebración de una «consulta» a celebrar en la próxima legislatura para que «el pueblo de Cataluña decida su futuro». Votaron a favor Convergència i Unió (CiU), Iniciativa per Catalunya (ICV-EUiA), Esquerra Republicana (ERC) y Solidaritat per la Independència (SI), del diputado no adscrito Joan Laporta, además de un diputado socialista que rompió la disciplina de voto del PSC, que optó por la abstención. Votaron en contra el Partido Popular y Ciutadans.
El 25 de noviembre se celebran las Elecciones al Parlamento de Cataluña de 2012 en las que CiU revalida su mayoría relativa, aunque pierde votos y escaños, por lo que Artur Mas continúa al frente de la Generalidad.
El 27 de noviembre de 2012 el ministro de Defensa Pedro Morenés destituye de su cargo como director de la revista oficial Ejército al general Ángel Luis Pontijas Deus a causa de un editorial publicado en el número de noviembre, y escrito por él mismo, en que se critica al presidente de la Generalidad Artur Mas por «aprovechar» la fiesta del 12 de octubre «para acentuar una más que dudosa proclamación de intenciones soberanistas del pueblo catalán, que rompería la unidad nacional».
2013
Los diputados del Partit dels Socialistes de Catalunya (PSC), rompieron el 27 de febrero por primera vez la disciplina de voto del grupo parlamentario socialista y apoyaron junto con CiU, ERC e ICV una propuesta para que el Gobierno central y el de la Generalidad iniciaran conversaciones con vistas a la celebración de una «consulta a los ciudadanos y ciudadanas de Cataluña para decidir su futuro». Esta decisión de los diputados del PSC abrió una grave crisis en las relaciones entre este partido y el PSOE del resto de España, cuyos diputados votaron en contra de la propuesta, a la que también se opuso el PP y UPyD, por lo que finalmente salió derrotada.
Dos días después el Gobierno anunciaba que recurriría ante el Tribunal Constitucional la declaración soberanista aprobada por el Parlamento Catalán con los votos de CiU, ERC, ICV y CUP y la oposición de PSC, PP y Cs, en la que se establecía que el pueblo catalán es un «sujeto político y jurídico y soberano» y por ello tiene derecho a decidir su futuro «usando todos los marcos legales existentes».
La crisis surgida entre el PSC y el PSOE pareció solucionarse con la aprobación el 6 de julio por el Consejo Territorial del PSOE, del que también forma parte el PSC, de la Declaración de Granada por la que los socialistas proponían el modelo federal para resolver las tensiones territoriales existentes en España. El PSC, sin embargo, mantuvo la defensa del «derecho a decidir» de Cataluña (aunque no la independencia), al que el PSOE se oponía.
El 11 de septiembre, Diada de Catalunya, se llevó a cabo una cadena humana desde la frontera francesa al límite con la Comunidad Valenciana reclamando el "derecho a decidir" de los catalanes, denominada Vía Catalana hacia la Independencia.
El 12 de diciembre el presidente de la Generalidad de Cataluña Artur Mas presentó la pregunta que se haría en la "consulta" prevista para noviembre de 2014 y que había sido desautorizada por el gobierno.
El 27 de diciembre el presidente del gobierno Mariano Rajoy reiteró su oposición a la consulta independentista de Cataluña: «Yo digo sí a dialogar con todo el mundo, pero digo no a dividir España».
2014
El 2 de enero se conoce que el presidente de la Generalidad de Cataluña Artur Mas envió el 20 de diciembre de 2013 una carta al presidente de la Comisión Europea y a los líderes de los 26 Estados de la Unión Europea —todos los de la UE, excepto España— en la que les pedía apoyo para el que llama «proceso democrático y pacífico» que culminará con la consulta sobre la independencia de Cataluña prevista para el 9 de noviembre, desautorizada por el gobierno español. Ningún gobierno había respondido a la carta. El 8 de enero le respondió con una breve carta el presidente de la Comisión Europea, José Manuel Durão Barroso, en la que rechazaba la intervención comunitaria por tratarse de un asunto interno español.
A finales de enero, en la clausura de la conferencia política del Partido Popular de Cataluña, celebrada en Barcelona, Mariano Rajoy afirmó: «Mientras yo sea presidente, no se celebrará ningún referéndum ilegal ni se producirá ninguna fractura en España». A finales del mes siguiente, el Congreso de los Diputados aprobaba una resolución referida al proceso soberanista catalán, que solo contó con los votos del PP (PSOE y UPD se abstuvieron porque votaron sus propias propuestas; mientras que PNV, CiU, IU y el grupo mixto votaron en contra), y en la que se decía que «no puede una parte de la ciudadanía decidir lo que le corresponde al conjunto del pueblo español». Ese mismo día el Parlamento de Cataluña aprobaba una resolución en la que reiteraba su decisión de celebrar una consulta sobre el «futuro colectivo» de Cataluña.
El 25 de marzo el Tribunal Constitucional anulaba por unanimidad el punto primero y principal de la declaración soberanista del Parlamento de Cataluña de enero de 2013, y el 8 de abril el Congreso de los Diputados rechazaba por una amplia mayoría (299 votos, los de PP, PSOE y UPyD, contra 47) la petición del Parlamento de Cataluña de que fuera transferida a la Generalidad de Cataluña la competencia de convocar referéndums para así poder realizar la "consulta" soberanista prevista para noviembre.
El 26 de junio, unas 500 personas se manifestaron en Gerona en señal de protesta bajo el lema Cap pacte, cap rei, el poble català decideix ('Ningún pacto, ningún rey, el pueblo catalán decide') con motivo de la visita del rey Felipe VI que iba a entregar los premios a jóvenes emprendedores de la Fundación Príncipe de Gerona.
El 10 de julio la ponencia del Parlamento Catalán aprueba el proyecto de ley de consultas que pretender amparar el referéndum soberanista previsto para el 9 de noviembre. Cuatro días después 50 intelectuales —entre los que se encuentran Mario Vargas Llosa, Jon Juaristi, Jorge Martínez Reverte, Félix de Azua y Albert Boadella— firman el manifiesto Libres e iguales en el que piden al presidente Rajoy que no negocie con Artur Más sobre la consulta soberanista del 9 de noviembre, evitando así “la derrota de la democracia española”. Casi inmediatamente, el 16 de julio, se presenta el manifiesto Una España federal en una Europa federal en el que se pide al gobierno que de una salida federal al desafío soberanista catalán. Lo firman intelectuales, escritores, sociólogos y catedráticos como Ángel Gabilondo, Fernando Vallespín, Carlos Berzosa, Belén Barreiro, José Manuel Caballero Bonald, José Luis Cuerda, Almudena Grandes, Luis García Montero, Manuel Gutiérrez Aragón, Amalia Iglesias, Juan José Laborda, Emilio Ontiveros, y periodistas como Joaquín Estefanía, José Antonio Zarzalejos, Ignacio Escolar o Jesús Maraña.
El 21 de julio Josep Antoni Duran i Lleida renuncia a la secretaría general de CiU por discrepancias con Artur Mas sobre el proceso soberanista. Una semana después se entrevistaban Rajoy y Mas en La Moncloa, sin llegar a ningún acuerdo.
El 22 de agosto el Consejo de Garantías Estatutarias de Cataluña avala por cinco votos contra cuatro la "consulta" del 9 de noviembre.
El 4 de septiembre el Ministerio de Asuntos Exteriores ordena el aplazamiento de la presentación de la novela Victus, Barcelona 1714 de Albert Sánchez Piñol en la sede del Instituto Cervantes en Utrecht porque "en un momento tan delicado como el actual pudiera politizarse, perdiendo su carácter literario". Al día siguiente el Partido Popular propone a Unió Democrática de Catalunya, al Partit dels Socialistes de Catalunya, a Ciutadans y a UPyD la formación de una "gran coalición para defender a Cataluña dentro de España". Solo UPyD apoya la propuesta.
Mes y medio después del estallido del caso Pujol se reúne el 6 de septiembre por primera vez el Consell Nacional de Convergencia Democrática de Cataluña durante la cual Artur Mas reivindicó para el partido el papel de "pared maestra" del proceso soberanista.
El 11 de septiembre tenía lugar en Barcelona una gran manifestación a favor de la celebración de la "consulta" del 9 de noviembre. Al día siguiente la vicepresidenta y portavoz del Gobierno Soraya Sáenz de Santamaría manifestó que "el Gobierno respeta el derecho de todas las personas que se manifestaron pacíficamente", pero mantuvo su postura de impedir la celebración de la "consulta" del día 9, por ser contraria a la Constitución y a las leyes. Por su parte el nuevo secretario general del PSOE Pedro Sánchez declaró: "No podemos continuar así, Rajoy y Mas deben sentarse".
El 19 de septiembre, al día siguiente de la celebración del Referéndum para la independencia de Escocia de 2014 que levantó una enorme expectación en Cataluña, el Parlamento de Cataluña aprueba la Ley de Consultas Populares no Referendarias y Participación ciudadana que pretende amparar legalmente la «consulta» prevista para el 9-N. El 27 de septiembre, al día siguiente de la comparecencia del expresidente de la Generalidad de Cataluña Jordi Pujol ante una comisión del Parlamento de Cataluña para explicar el asunto del dinero depositado en un banco de Andorra desde hacía 34 años y que no había sido declarado a Hacienda, Artur Mas firma la Ley de consultas de Cataluña en un acto celebrado en el Palacio de la Generalidad de Cataluña en el que estuvieron presentes representantes de tres de los cinco partidos políticos catalanes que han apoyado la ley, CiU, ERC y CUP. En el mismo acto el presidente Mas firmó el decreto de convocatoria de la consulta del 9-N. Ese mismo día, la presidenta en funciones (por encontrarse Mariano Rajoy de viaje oficial en China) y vicepresidenta del gobierno, Soraya Sáenz de Santamaría, anuncia que, con la petición de un informe al Consejo de Estado, el gobierno ha iniciado los trámites para presentar un recurso de inconstitucionalidad al Tribunal Constitucional contra la Ley de consultas de Cataluña y contra el decreto de convocatoria de la consulta del 9-N amparada en ella. El 29 de septiembre el Consejo de ministros aprobó los recursos de inconstitucionalidad contra la Ley de consultas y el decreto de convocatoria. que fueron presentados al Tribunal Constitucional. Esa misma tarde el pleno del Tribunal Constitucional admitió a trámite los recursos por lo que quedaron suspendidos cautelarmente la Ley y el decreto.
Al día siguiente, 30 de septiembre, el gobierno de la Generalidad suspende la campaña institucional del 9-N, mientras miles de personas convocadas por la Asamblea Nacional Catalana y otras entidades catalanistas se concentran delante de la mayoría de los ayuntamientos de Cataluña exigiendo la celebración de la consulta. Sin embargo, solo dos días después presidente Artur Mas firma el decreto de nombramiento de los miembros de la Comisión de Control de la consulta suspendida por el Tribunal Constitucional.
En medio de la tensión entre los gobiernos de Rajoy y Mas, el subsecretario del Ministerio de Industria anuncia el 3 de octubre que el Gobierno recurrirá la pregunta de la consulta del Gobierno de Canarias sobre las prospecciones petrolíferas que dice: “¿Cree usted que Canarias debe cambiar su modelo medioambiental y turístico por las prospecciones?”.
Ese mismo día se reúnen las fuerzas políticas que apoyan la consulta del 9-N con el presidente Mas para acordar seguir adelante a pesar de la suspensión del Tribunal Constitucional. Por su parte el Gobierno central incluye en su recurso de inconstitucionalidad de la Ley de Consultas catalana el decreto de la Generalidad nombrando a los miembros de la Comisión de Control del 9-N.
El presidente Mas reconoce el 13 de octubre que no podrá celebrarse la consulta del 9-N por falta de garantías legales, pero al día siguiente anuncia que el 9-N se celebrará un proceso de participación ciudadana amparándose en la parte de la Ley de consultas de Cataluña que no ha sido suspendida por el Tribunal Constitucional. Finalmente el 9 de noviembre tiene lugar el proceso participativo sobre el futuro político de Cataluña de 2014 sin que se produzcan incidentes.
El 21 de noviembre la Fiscalía General del Estado presenta una querella contra Artur Mas por desobediencia, usurpación de funciones, prevaricación administrativa y malversación de fondos públicos durante la celebración del Proceso participativo sobre el futuro político de Cataluña de 2014. Cuatro días después, Mas presenta su plan para conseguir la independencia de Cataluña en 18 meses.
El 13 de diciembre se hace pública la "Declaración de La Granja" del Partido Popular en la que se opone a la reforma de la Constitución porque "la soberanía y la unidad de España" no son negociables. Cinco días más tarde se presenta un sondeo del Centro de Estudios de Opinión, dependiente de la Generalidad de Cataluña, en el cual gana por estrecho margen la oposición a la secesión de Cataluña.
El 22 de diciembre el Tribunal Superior de Justicia de Cataluña admite a trámite la querella presentada por la Fiscalía General del Estado contra el presidente de la Generalidad de Cataluña Artur Mas, la vicepresidenta Joana Ortega y la consejera de Educación Irene Rigau por un presunto delito de desobediencia a propósito de la consulta del 9-N.

### Reforma de la Administración
El 15 de febrero de 2013 el gobierno presenta un informe sobre el anteproyecto de ley de reforma de la Ley de Administración Local que pretende disminuir el coste de los ayuntamientos para lo que se propone, entre otras medidas, reducir el número de concejales que cobrarán un sueldo a 12.188 (de los 68.285 que hay en España) y que la gestión de los servicios locales en los municipios de menos de 20.000 habitantes pase a las diputaciones provinciales si no cumplen determinados estándares que establecerá el gobierno. El proyecto de reforma es rechazado por la oposición y por algunos alcaldes del PP.
Según la Encuesta de Población Activa, hecha pública el 3 de mayo, en año y medio de gobierno del Partido Popular el número de empleados públicos se ha reducido en 374.800, un 11,6 %, pasando de 3.220.600 en octubre de 2011 a 2.845.800 en abril de 2013 (el mayor recorte se ha producido en las comunidades autónomas que han suprimido 226.800 empleos públicos).
El 21 de junio el gobierno presenta el Plan de Reforma de la Administración que, entre otras cosas, propone la supresión de instituciones y organismos de las comunidades autónomas.
El 5 de julio el Gobierno aprueba el proyecto de Ley de Unidad de Mercado que permitirá a las empresas operar en todo el país con una licencia única. Los gobiernos autónomos de Cataluña, de Andalucía, del País Vasco y de Canarias manifestaron su oposición al proyecto porque, a su juicio, invade sus competencias.

## Sociedad

### Consecuencias sociales de la crisis económica
El miércoles 22 de febrero la organización católica Cáritas presentó un informe titulado Exclusión y desarrollo social 2012 elaborado por la Fundación Foessa en que se decía que en España hay más de 11,5 millones de personas en riesgo de pobreza o exclusión social y que el porcentaje de hogares que están por debajo del umbral de la pobreza era del 22 %. "El aumento constante de la desigualdad y la brecha salarial entre ricos y pobres, que se ensanchó muchísimo al principio de la crisis, amenaza con seguir aumentando, lo que provocará la polarización de la sociedad", señaló Sebastián Mora, secretario general de Cáritas. Un tercio de los hogares españoles tiene "dificultades serias" para llegar a fin de mes y las familias con gente joven y menores son las que más se están viendo afectadas.
Con la aprobación del Real Decreto-ley 12/2012 de 20 de abril en que se establecen medidas urgentes de recorte del gasto sanitario y educativo, más de medio millón de inmigrantes "sin papeles" (ilegales) se quedarán sin la tarjeta sanitaria a partir del 1 de septiembre, por lo que ellos y sus familias solo serán atendidos en las urgencias, en maternidad y en pediatría. La cifra del medio millón se obtiene de restar el número de extranjeros en situación legal (5.251.094 según los datos del ministerio de Empleo) a los extranjeros residentes en España (5.711.040 a 1 de enero de 2012, según el INE).
Según los últimos datos de Eurostat hechos públicos el lunes 11 de junio de 2012 referidos a 2011, España es uno de los países de Europa con más jóvenes de 18 a 24 años que ni estudian ni trabajan. Según estas cifras los llamados Ni-Nis son unos 800.000 jóvenes, un 23,1 %, lo supone más de cinco puntos por encima de la media de la UE que se situó en 2011 en el 16,7 %. Lo que no sucedía antes de la crisis pues en 2007 España estaba justo en la media europea (13,8 %). Hay que recordar que la tasa de paro juvenil en España se situaba en marzo de 2012 en el 52,7 %, una de las más altas de la UE. El único dato positivo del informe es que el crecimiento de los Ni-Nis se ha estabilizado desde 2009.
Según los datos hechos públicos el martes 17 de julio por el Instituto Nacional de Estadística en el primer semestre de 2012 habían emigrado 40.625 españoles (un 44 % más que en el mismo período del año anterior) junto con 228.890 extranjeros, lo que supone un saldo migratorio negativo, ya que el número de inmigrantes no llegaba a los 200.000, como ya se produjo por primera vez en muchos años en 2011 (507.740 emigrantes, frente a 457.650 inmigrantes).
En un informe hecho público el 10 de octubre de 2013 Cáritas reveló que la pobreza severa afectaba ya a más de 3 millones de españoles.
El 27 de marzo de 2014, Cáritas presenta un nuevo informe en el que denuncia que en España hay cinco millones de personas en situación de exclusión social extrema.
A finales de mayo de 2014 se conoce que según el Atlas Mundial de la Salud de la Organización Mundial de la Salud España pasa de 39,6 médicos por cada 10.000 habitantes en 2013 a 37 en 2014, pasando del puesto 10 al 16 en la clasificación mundial de médicos por habitante, aunque aún sigue por encima de la media europea (33,1).

### Reforma de la Ley del Aborto
El miércoles 7 de marzo de 2012 el ministro de Justicia, Alberto Ruiz-Gallardón, afirmó en su comparecencia ante el Congreso de los Diputados que la reforma de la Ley del Aborto que estaba elaborando su departamento iba dirigida "a aumentar la protección del derecho por excelencia de la mujer: el de la maternidad". A una pregunta de la diputada socialista Ángeles Álvarez, sobre si el Ejecutivo seguía teniendo la intención de recortar los derechos sexuales y reproductivos de las mujeres, el ministro contestó que no, porque la voluntad del Gobierno es proteger sus derechos, ya que en la sociedad actual en muchas ocasiones se genera una violencia de género estructural contra la mujer por el mero hecho del embarazo... Muchas mujeres ven violentado su derecho a ser madres por la presión que generan a su alrededor determinadas estructuras. Para Ruiz-Gallardón, es absolutamente insuficiente" una normativa sobre el aborto que se limite a despenalizarlo sin remover los obstáculos reales que impiden a la mujer su derecho a ser madre, abandonando además la protección del concebido. Por su parte, la diputada socialista acusó al ministro de llevar a cabo esta reforma para "atender sus compromisos" con los sectores que representan al "fundamentalismo" en España, mediante la imposición al estado de derecho de una moral religiosa que tiene a sus espaldas la sistemática oposición a los derechos de las mujeres.
El 20 de diciembre de 2013 Ruiz Gallardón presentó el proyecto de nueva Ley del Aborto en la que solo se admitían dos situaciones en las que la mujer podría abortar —violación o peligro para su salud— descartándose la malformación del feto, el tercer supuesto que contemplaba la antigua ley de 1985. La oposición y las organizaciones feministas manifestaron su rechazo total al proyecto y defendieron la ley del aborto vigente aprobada en 2006 bajo el gobierno socialista de José Luis Rodríguez Zapatero y que seguía pendiente de la sentencia del Tribunal Constitucional.
En enero de 2014 el Partido Popular (PP) de Extremadura, encabezado por el presidente de la Junta de Extremadura José Antonio Monago, registró en la Asamblea de Extremadura una iniciativa en referencia al proyecto de Ley del Aborto en la que se instaba al Gobierno de su propio partido a que abriera «un proceso de diálogo y debate con otras fuerzas políticas que condujera a una regulación de la interrupción forzada del embarazo mucho más consensuada, acorde con la sociedad plural y escolarizada de hoy, y en consonancia con la legislación de los países de nuestro entorno». Esta iniciativa levantó las críticas entre ciertos sectores del PP y las protestas de las asociaciones antiabortistas. A mediados de febrero el PP de Extremadura aprobaba en el parlamento regional una moción en la que pedía al gobierno de Mariano Rajoy que paralizara la reforma de la Ley del Aborto hasta alcanzar un consenso social y político sobre la misma. Mientras tanto se había celebrado en Madrid una manifestación en contra del proyecto de reforma de la Ley del Aborto presentado por el gobierno.
El 23 de septiembre, el ministro Ruiz Gallardón dimite tras la decisión del gobierno de retirar el proyecto de ley del aborto. Asume sus funciones provisionalmente la vicepresidenta del gobierno Soraya Sáenz de Santamaría. Dos días después, el arzobispo de Alcalá de Henares Juan Antonio Reig Pla arremetía contra el gobierno por haber retirado el proyecto de ley del aborto acusándolo de "deslealtad" e "insensatez" respecto a su electorado. "Ha llegado el momento de decir, con voz sosegada pero clara, que el Partido Popular es liberal, informado ideológicamente por el feminismo radical y la ideología de género, e infectado como el resto de los partidos políticos y sindicatos mayoritarios, por el lobby LGBTQ", afirmó.
El 14 de noviembre el exministro Alberto Ruiz Gallardón declara que siente "asco" por la retirada de la ley del aborto. Una semana después se celebra en Madrid una manifestación en contra de la retirada de la ley del aborto.

### Reforma del sistema educativo: la LOMCE
El martes 7 de febrero se publicó en el BOE la orden del ministro de Educación, Cultura y Deportes José Ignacio Wert de derogar los nuevos temarios de oposiciones vigentes desde enero pasado para el ingreso en los cuerpos de profesores de la educación pública debido a razones "objetivas" y de "interés general", y ha restablecido los anteriores (de 1993 y 1996) "provisionalmente". Entre otros argumentos, se indica que la gran mayoría de las comunidades han aceptado la "recomendación del Ministerio", que "propuso no convocar" procesos selectivos en 2012 y acumular las plazas a la oferta de empleo público de 2013, de acuerdo con las restricciones presupuestarias aprobadas el 30 de diciembre de 2011. Otra circunstancia que "desaconseja" la implantación del nuevo temario de oposiciones es la intención del Ministerio de acometer una "revisión" del sistema de acceso a la función docente, que permita atraer a la docencia a los "mejores profesionales", "primando el mérito y la capacidad".
Los sindicatos de profesores han reaccionado con "indignación" criticando el "desconcierto" y el "grave perjuicio" que supone para los opositores que hubieran empezado a estudiar el nuevo temario. Algunos lo han considerado un "despropósito" y un "desprecio" al profesorado.
El viernes 29 de junio de 2012 el ministro Wert presentó su proyecto de reforma del sistema educativo, cuya principal novedad es el establecimiento de una prueba global al final de cada etapa educativa (Educación Primaria, ESO y Bachillerato) que será necesario superar para pasar al nivel siguiente. Al final del Bachillerato la correspondiente "reválida" (aunque el término fue rechazado por el ministro) sustituirá a las pruebas de Selectividad, que por tanto desaparecerán tal como están configuradas en la actualidad. El ministro anunció que el proyecto de "ley de mejora de la calidad educativa" sería objeto de discusión entre los representantes de los diversos estamentos educativos y los partidos políticos para intentar alcanzar un consenso e iniciar en octubre o noviembre su tramitación parlamentaria. Ese mismo día el Consejo de Ministros aprobó un decreto-ley por el que se endurecían las condiciones académicas para obtener y mantener las becas, y singularmente la beca-salario.
El 28 de noviembre de 2013 el Congreso de Diputados aprobaba, únicamente con los votos del PP, la Ley Orgánica para la Mejora de la Calidad Educativa (LOMCE).
El 31 de enero de 2014 El Tribunal Superior de Justicia de Cataluña ordenaba a cinco directores de centros educativos públicos que los alumnos recibieran el 25 % de las clases en castellano.
El 27 de marzo se celebran en toda España manifestaciones de estudiantes universitarios y de enseñanza secundaria como colofón a la segunda jornada de huelga convocada para protestar contra la política educativa del gobierno. Muchas de ellas acabaron con detenciones e incidentes provocados por grupos radicales violentos.
El 16 de mayo el Tribunal Superior de Justicia de Andalucía, apoyándose en la nueva normativa establecida en la LOMCE, obliga a la Junta a restablecer el concierto educativo con un centro de formación profesional al que se lo había retirado por admitir solo a chicas y no aplicar el principio de la coeducación.
El 15 de junio de 2014 se celebra en Barcelona una manifestación en Barcelona en defensa del modelo de inmersión lingüística aplicado en las escuelas catalanas y que la LOMCE cuestiona.

### Medio ambiente
El ministro de Agricultura, Alimentación y Medio Ambiente Miguel Arias Cañete presentó el 5 de octubre de 2012 el proyecto de ley que modifica la Ley de Costas de 1985 y argumentó que era necesario cambiar la ley anterior porque había creado «inseguridad jurídica» y mala imagen de España en el exterior, a causa de que había extranjeros entre los afectados por la norma según la cual a partir de 2018 las casas construidas sobre el Dominio Público Marítimo-Terrestre comenzarían a pasar a manos del Estado para ser demolidas. El proyecto levantó duras críticas entre los grupos ecologistas y los partidos de izquierda.
El 30 de mayo de 2013 el BOE publicaba la nueva Ley de Costas que reformaba la ley anterior de 1985, considerada «sobreproteccionista» por el Partido Popular.

### Accidentes de tráfico
En 2013 la cifra de muertos en accidentes de tráfico volvió a descender por décimo año consecutivo situándose en el nivel más bajo desde que en 1960 comenzaron registrarse los datos anuales. El número víctimas mortales en carretera fue de 1.128, un 13 % menos que las 1.301 de 2012.

### Ébola en España
El 12 de agosto de 2014 fallecía el religioso Miguel Pajares que había sido repatriado a España el 7 desde Liberia por haber sido infectado por el virus del ébola.
El 6 de octubre de 2014 se producía el primer caso de Ébola en España y en Europa. Las autoridades sanitarias informaron que una de las auxiliares de enfermería del Hospital Carlos III que había atendido al misionero Manuel García Viejo había sido contagiada. La paciente ingresó con fiebre en las urgencias del Hospital Universitario Fundación de Alcorcón y, remitida al Instituto Carlos III, dio positivo en la primera y segunda prueba.

## Cultura
El 17 de julio de 2014 dimite Susana de la Sierra, directora general del ICAA, por estar en desacuerdo con la política del gobierno sobre el cine español.
El 7 de noviembre de 2014 la fotógrafa catalana Colita renuncia al Premio Nacional de Fotografía como protesta por la política cultural del gobierno de Rajoy, como ya había hecho pocos días antes Jordi Savall que por los mismos motivos renunció al Premio Nacional de Música.

### Radiotelevisión Española
En la misma sesión del Congreso de los Diputados del 17 de mayo de 2012 en que se aprobó el recorte de más de 10.000 millones de euros en educación y sanidad, también se convalida (esta vez el PP pudo contar con el apoyo de CiU) el decreto por el que se cambia el modo de elegir al presidente de RTVE, que a partir de ahora solo requerirá la mayoría absoluta y no la mayoría de dos tercios establecida por la ley aprobada bajo el gobierno socialista de Rodríguez Zapatero, que obligaba a que la persona elegida fuera consensuada entre los dos grandes partidos, PP y PSOE. El portavoz del gobierno, el ministro de Industria José Manuel Soria, argumentó que la modificación obedecía a la necesidad de "resolver el bloqueo" que sufría la corporación RTVE ante la vacante de presidente (el anterior presidente Alberto Oliart, consensuado por el PP y el PSOE, dimitió en julio de 2011) y la falta de acuerdo entre socialistas y populares para encontrar un sustituto. El portavoz del PSOE en la comisión de control de RTVE, Juan Luis Gordo, le replicó que la medida "hace saltar por los aires" una RTVE independiente, y que lo único que pretendía era "manipular" la televisión pública para convertirla en una de "partido" (“El objetivo es volver al pasado, volver a la televisión de Aznar y del señor Urdaci... su modelo de televisión pública es un modelo de manipulación política”). A lo que el ministro Soria le contestó:

Uso partidista de RTVE es el que en el Gobierno ha hecho el PSOE y que pretende seguir haciéndolo en los años que está en la oposición. ¿Se han olvidado ya de cuál era la manera en la que se gestionaba la televisión pública en Castilla-La Mancha? ¿Se han olvidado de la televisión pública en Andalucía? ¿Se han olvidado de la televisión pública en Extremadura?

Por otro lado el decreto también reduce el número de miembros del Consejo de Administración de RTVE, que pasa de 12 a 9, y la presencia de los sindicatos con un solo representante (con la anterior normativa contaban con dos), además de establecer que el Consejo se reunirá una vez al mes, y no una vez a la semana como venía haciendo hasta ahora, por lo que su papel en la dirección de RTVE, según la oposición, pasará a ser simbólico.
El lunes 3 de junio de 2012 se conoce la persona propuesta por el gobierno, sin haber negociado su nombre con el PSOE, para presidir RTVE: Leopoldo González-Echenique, 42 años, economista y abogado del Estado afín al PP, que ya desempeñó altos cargos en la Administración durante el gobierno de José María Aznar, como el de director del Gabinete Técnico del Ministerio de Economía, junto a Rodrigo Rato, y que después pasó al mundo de la empresa como alto ejecutivo en Barclays y en NH Hoteles, donde trabajaba antes de ser propuesto para presidir RTVE. El viernes 29 de junio juró su cargo en el Congreso de los Diputados, acto al que no asistieron los dirigentes socialistas como señal de protesta por el cambio de la ley, y ese mismo día nombró como nuevo director de informativos de TVE a Julio Somoano, que hasta ese momento estaba dirigiendo "Telenoticias 1" en Telemadrid.
Se procedió al relevo de presentadores como Pepa Bueno, Ana Pastor, Toni Garrido o Xabier Fortes.
Regresó el periodista Jenaro Castro -quien había ocupado diferentes cargos en los informativos de TVE durante la etapa de Alfredo Urdaci-, como director y editor del programa Informe Semanal. Al principio hubo varios fracasos cosechados en cuanto a los programas de las tardes de la 1, como Tenemos que hablar de Ana García Lozano o +Gente de Anne Igartiburu.[cita requerida] Más tarde, hubo programas que lograron notable éxito de crítica y público, como los nuevos programas de debate (El debate de la 1), de concursos de cocina como MasterChef y de solidaridad y participación ciudadana, como Entre todos. La audiencia, sin embargo, cayó por debajo de la de Telecinco y Antena 3.[cita requerida]
El 25 de septiembre de 2014 Leopoldo González-Echenique dimitió de su cargo de presidente de RTVE al no haber recibido del gobierno el dinero que había pedido para su plan de saneamiento del entre público.

### Aplicación de la "Ley Sinde-Wert"
En el Consejo de Ministros del 30 de diciembre de 2011 el gobierno dio vía libre a la denominada ley Sinde aprobando con algunas modificaciones el Real Decreto por el que se regula el funcionamiento de la Comisión de Propiedad Intelectual (un reglamento que el anterior Gobierno dejó sobre la mesa por falta de acuerdo), por lo que algunos medios la rebautizaron como "Ley Sinde-Wert". El reglamento entró en vigor el 1 de marzo y ese día el ministro de Educación, Cultura y Deporte, José Ignacio Wert, afirmó que "hoy es un día de celebración" para los que piensan que la protección de la propiedad intelectual "es una condición necesaria, aunque no suficiente, para que la cultura española sea respetada en el mundo". Además anunció que era preciso articular una nueva relación entre los productores cinematográficos y las televisiones basada en el beneficio mutuo y equilibrado, y sobre los beneficios fiscales se remitió a una futura "Ley de Mecenazgo". En junio de 2012 la Comisión de Propiedad Intelectual creada por la "Ley Sinde" abre los primeros 8 expedientes contra webs que presuntamente sirven o enlazan contenidos sujetos a derechos de autor, entre ellas la más conocida es el portal CineTube.es.
El 14 de febrero de 2014 el Consejo de Ministros aprueba el anteproyecto de reforma de la Ley de Propiedad Intelectual que pretende limitar la piratería y establece, entre otras medidas, la llamada tasa Google que obligará a los agregadores de noticias a pagar una "compensación equitativa" a los editores por usar fragmentos no significativos de "información, opinión o entretenimiento" sin autorización.
El 2 de diciembre de 2014 la policía detiene a los dos propietarios de los portales de descargas de series de televisión y de películas (Seriespepito y Peliculaspepito) por un presunto delito de violación de los derechos de autor.

### Ley de Mecenazgo y "puesta en valor" de los toros
El jueves 2 de febrero el ministro de Educación, Cultura y Deportes José Ignacio Wert en su primera comparecencia ante la Comisión de Cultura del Congreso de los Diputados anuncia la próxima presentación de una "Ley de Mecenazgo" y la intención del Gobierno de "compensar equitativamente a los autores" como sustitución al canon digital (que aprobó el anterior gobierno y que el gobierno de Rajoy lo suprimió). Además señaló que se revisaría la Ley del Cine y se combinarían las ayudas directas "que no desaparecerán", con la promoción de nuevos modelos de negocio.
En esa misma sesión del 2 de febrero de 2012 el ministro Wert anunció su compromiso con la "puesta en valor de la tauromaquia", considerada un "bien cultural" que se debería incluir en el "patrimonio inmaterial" de la Unesco, que se traducirá en el aumento de las subvenciones a las asociaciones relacionadas con el mundo de toro. El lunes 28 de mayo el Consejo Valenciano de Cultura decide, gracias a los votos de los 11 consejeros propuestos por el PP, no oponerse a la declaración de la fiesta de los toros como Bien de Interés Cultural en la Comunidad Valenciana, como ya habían hecho la Comunidad de Madrid, la Región de Murcia y Castilla-La Mancha, también gobernadas por el Partido Popular.